# Kolbász

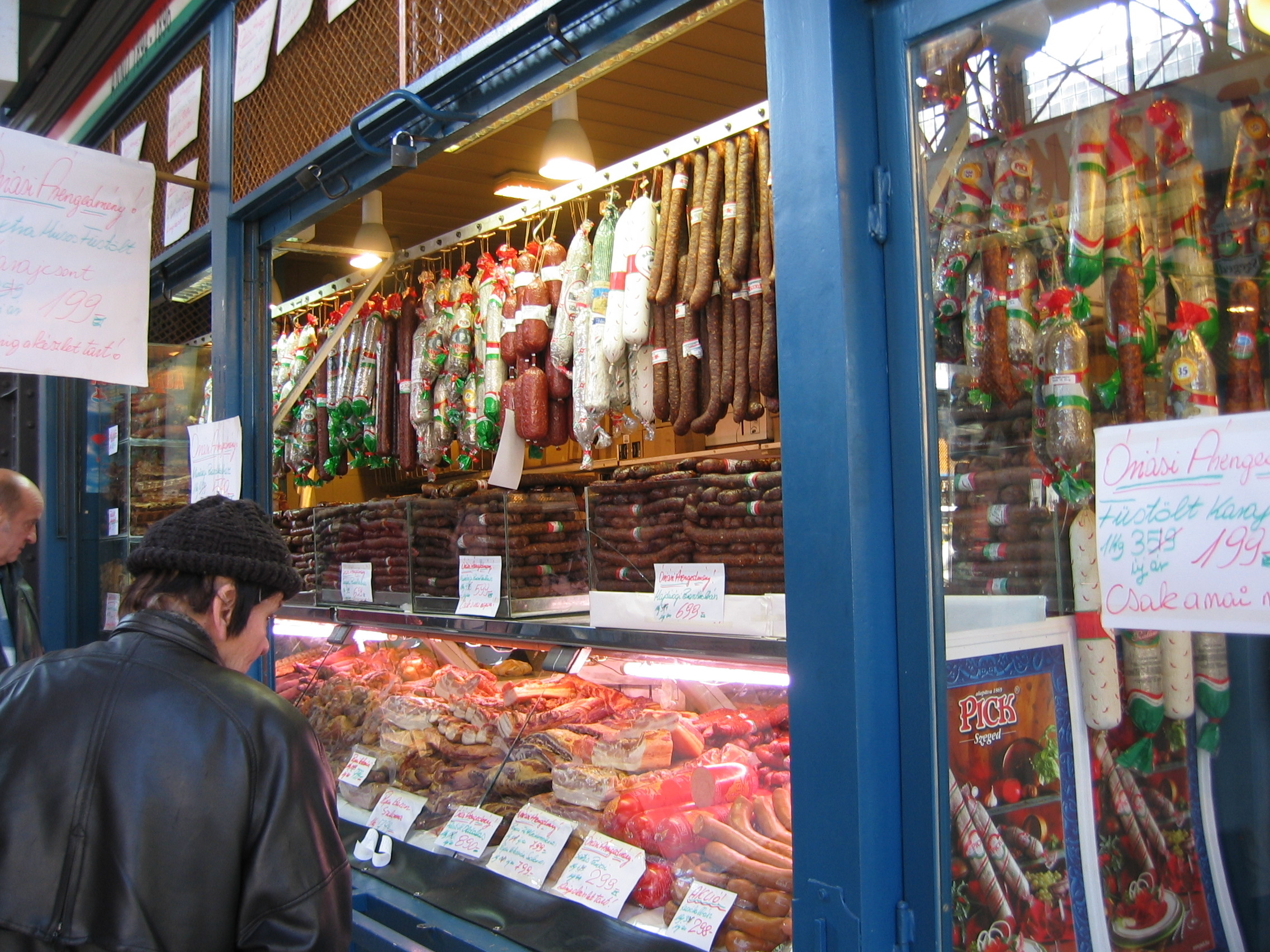
Magyar kolbászok árudája Budapesten

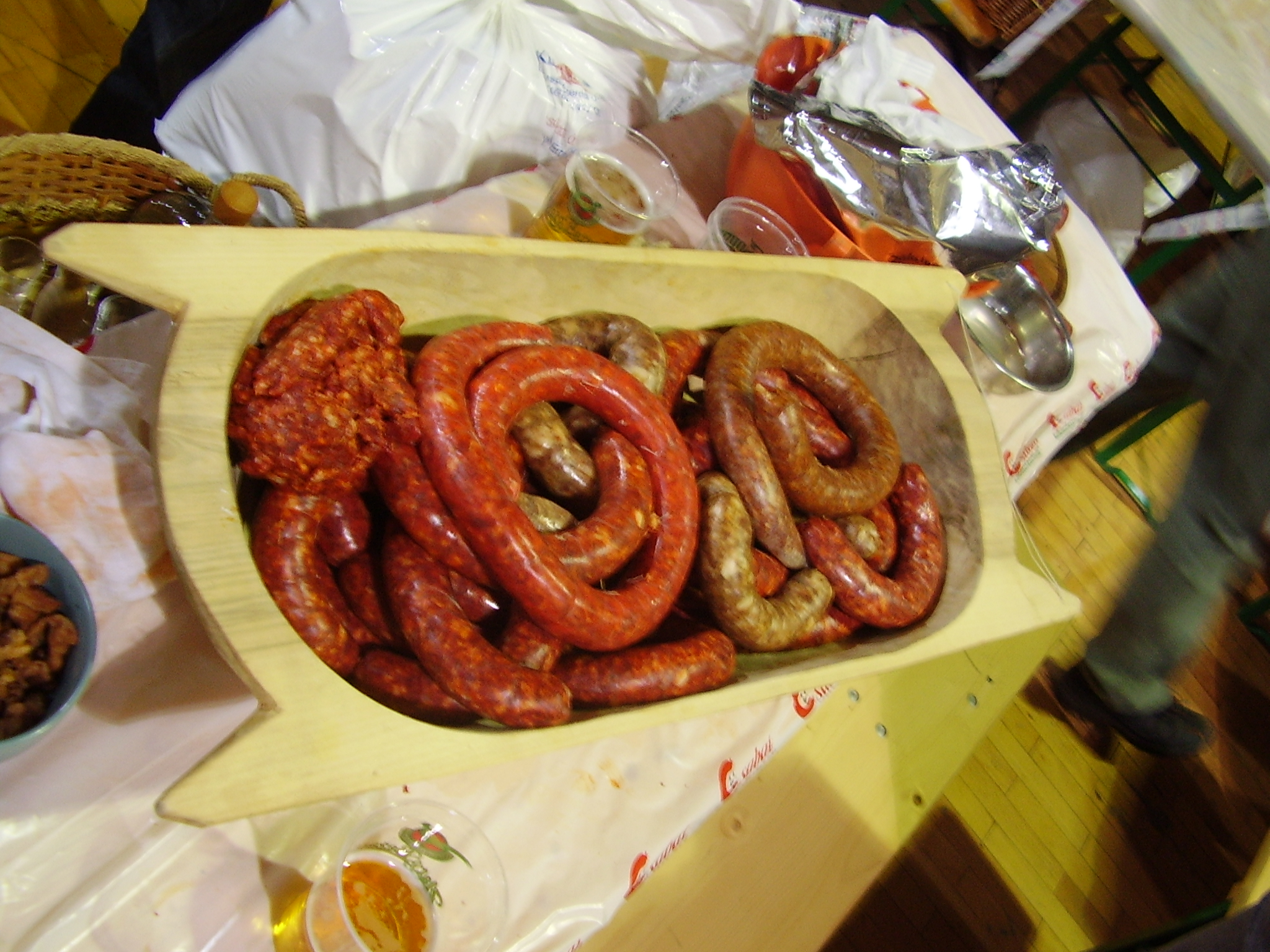
Csabai kolbász teknőben, a csabai kolbászfesztiválon

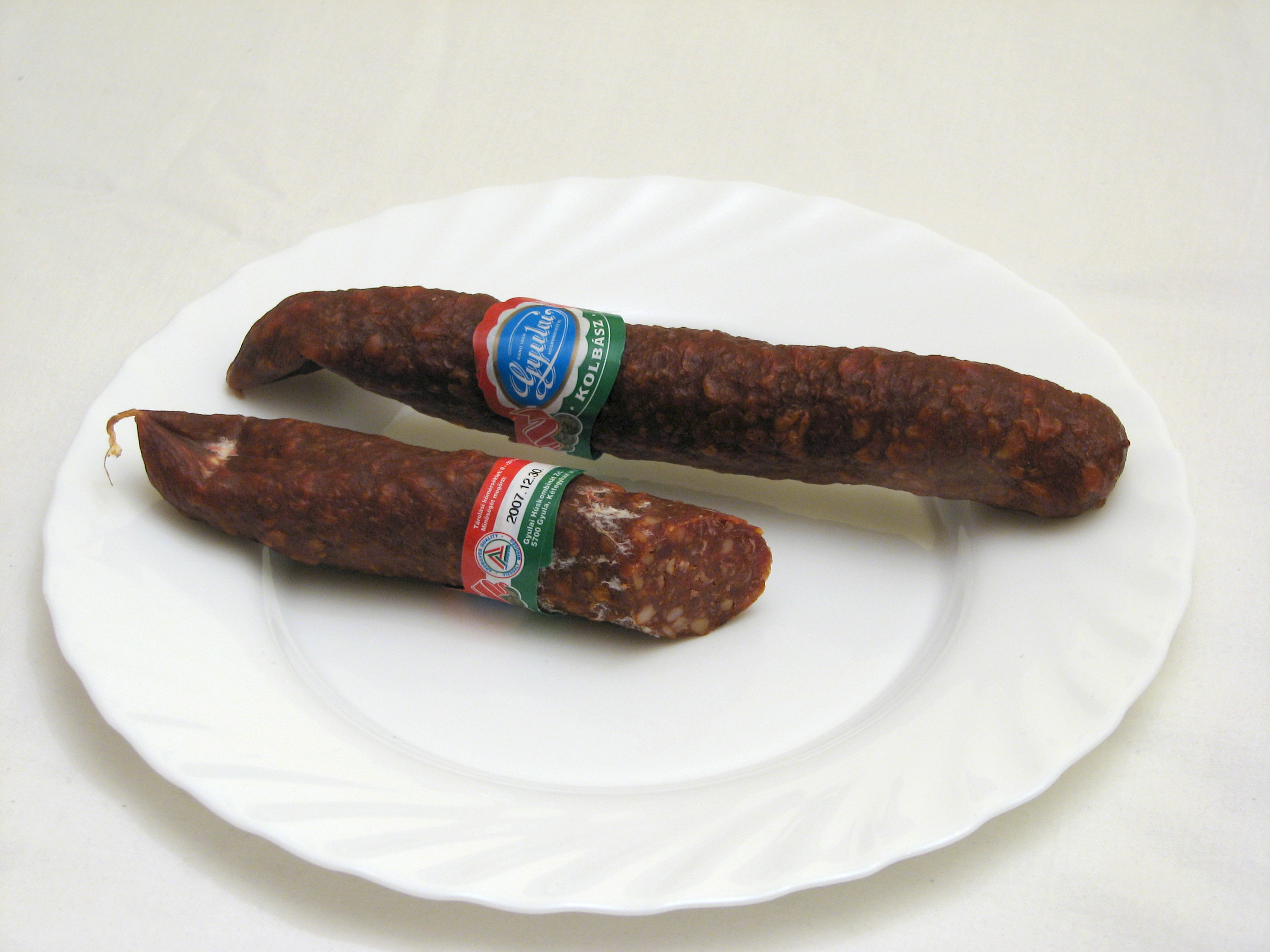
Megszelt magyar gyulai páros kolbász a tányéron

A kolbász tisztára mosott disznóbélbe vagy műbélbe töltött, apróra vágott vagy darált húsból és sóval, általában fűszerpaprikával és egyéb fűszerekkel készült húskészítmény. A kolbászfélék füstöléssel történő tartósítása régi élelmiszer-technológiai eljárás, amely Európa legtöbb részén elterjedt szerves része az európai konyhának. Házi változatát Magyarországon rendszerint a disznóvágások alkalmával készítik elsősorban tartósítás céljából, de a disznótoros vacsora elengedhetetlen része is. Régebben, de manapság is a disznótor a falusi népszokások közül az egyik legtöbb embert megmozgató közösségi esemény, ami a házigazdának komoly munka, de a vendégeknek egy szórakoztató vigasság.
A szabványos magyar töltelékáru, a paprikás kolbász állati vagy műbélbe töltött húsmasszájának jellemző alkotórésze az ínhártyáitól megtisztított disznóhús, azonos mennyiségű szalonnával finomra vagdalva vagy darálva, kellő mennyiségű sóval, borssal, paprikával, fokhagymával fűszerezve. Hagyományos magyar kolbászról csak azóta beszélhetünk, amióta a 18. században szélesebb körben elterjedt az Alföldön az egyik legfontosabb mai összetevőjének, a fűszerpaprika-őrleménynek a használata. Olcsó fűszerként a borsot pótolta. A kolbászokat sózással, hűvös levegőn történő szárítással és füstöléssel tartósítják.

## Etimológia

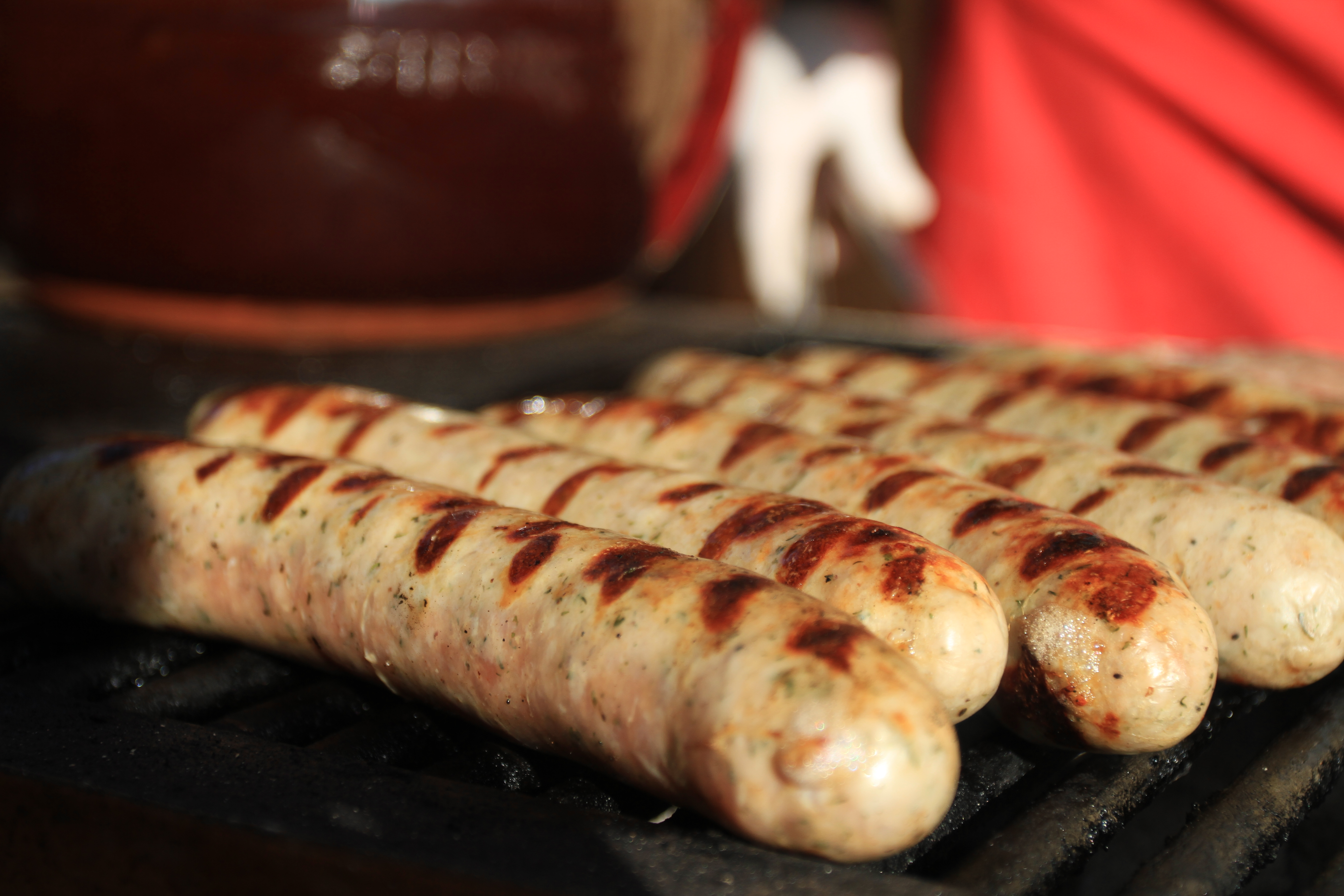

Nyelvtörténeti kutatások szerint a magyar kolbász szó a mai tudományos vélekedés szerint, a sok száz éves magyar-szláv nyelvi érintkezés hatására, a szláv klobása alakból, a birtokos személyjelként értelmezett szóvégi a elhagyásával keletkezhetett. Kniezsa István nyelvtörténész és szlavista szerint "Különösen sok a szláv a tésztafélék nevei között. így maga a tészta (tésto), kovász (kvas), galuska (galuska), kalács (kolac), lepény (lepen). Figyelemreméltó a disznótermékek nevei közül a szalonna (slanina) és a kolbász (klobasa). Mint a honfoglalás előtti disznószó mutatja, a magyarság is ismerte a disznót.". A szláv nyelvekben a klobása szóról azt feltételezik a kutatók, hogy talán valamelyik török nyelvből való jövevény és eredete a múlt homályába vész.
kolbász [1352 tn. (?), 1405 k.] Szláv jövevényszó, vö. horvát-szerb kobasa, klobasa, szlovák klobása, szlovák nyelvjárási klbása, orosz [kolbasza]: ’kolbász; hurka’ A szláv szavak eredete tisztázatlan. A kolbász hangalak a birtokos személyjelnek vélt szóvégi a elhagyásával keletkezett, vö. beszéd.
KOLBÁSZ, (1), fn. tt. kolbászt, tb. –ok, harm. szr. –a. Széles ért. hurka, vagyis állatok belébe töltött tápszer, holmi öszvevagdalt húsokból, szalonnából stb., melyet sütve, főzve, vagy füstölve szokás használni. Húsos, májas, kásás, véres, halas, pohánkás kolbász. Vastag, vékony, hosszú, rövid kolbász. Kolbászt tölteni, füstölni. Szűkebb szokottabb ért. apróra vagdalt hússal, szalonnával, s bizonyos fűszerekkel töltött bél, melyet főképen sütve vagy füstölve éldelnek. Hentes kolbász, mely disznóhúsból készül. Foghajmás, czitromos kolbász. Marhahúsos kolbász. Ez értelemben különbözik a hurká-tól, melynek lényegét más tápszerek teszik. A kolbászról, mint a magyar nép kedves eledeléről, több közmondások divatoznak. Hosszú kolbász jó, s a kurta predikáczió. Kolbászszal hajigál a szalonnára. Jó dolog van ott, véres kolbász esik. Borral mosdik, kolbászszal törölközik. Kolbászszal fonják a sövényt, sódarral támogatják. (János pap országában. Eszményi ország) stb. Átv. ért. akármily test, melynek kolbászhoz hasonló alakja van, különösen az igen megvert, megostorozott bőrön fakadó hosszúkás keményedés.
Mi e szó eredetét illeti, gyöke kol legközelebb rokon a kai gyökkel, mely számos szavainkban kerekdedet, gömbölyt vagy görbedt jelent; a kolbász is Dunán túl több vidéken: kolbász kal-ab-ász. V. ö. KAL. A törökben külbászd i am. rostélyos sült, t. i. a franczia carbonnade Hindoglu szerént, ki azt két szónak irja; alkalmasint öszvetéve kül (hamu) és bászdi (nyomott, nyomódott) szókból; tehát szószerént, mintegy: hamura nyomott, azaz (tüzes) hamun sült. Ezzel a magyar, kolbász név annyiban öszveüt, mert a magyar a kolbászt közönségesebben hússal tölti, és sülten vagy füstölten élvezi. Megvan a szláv nyelvekben is: kolbásza, klobásza alakokban.
Székelydályán a véres, a májas hurka és a kolbász közös neve »kőccség«.

## Története

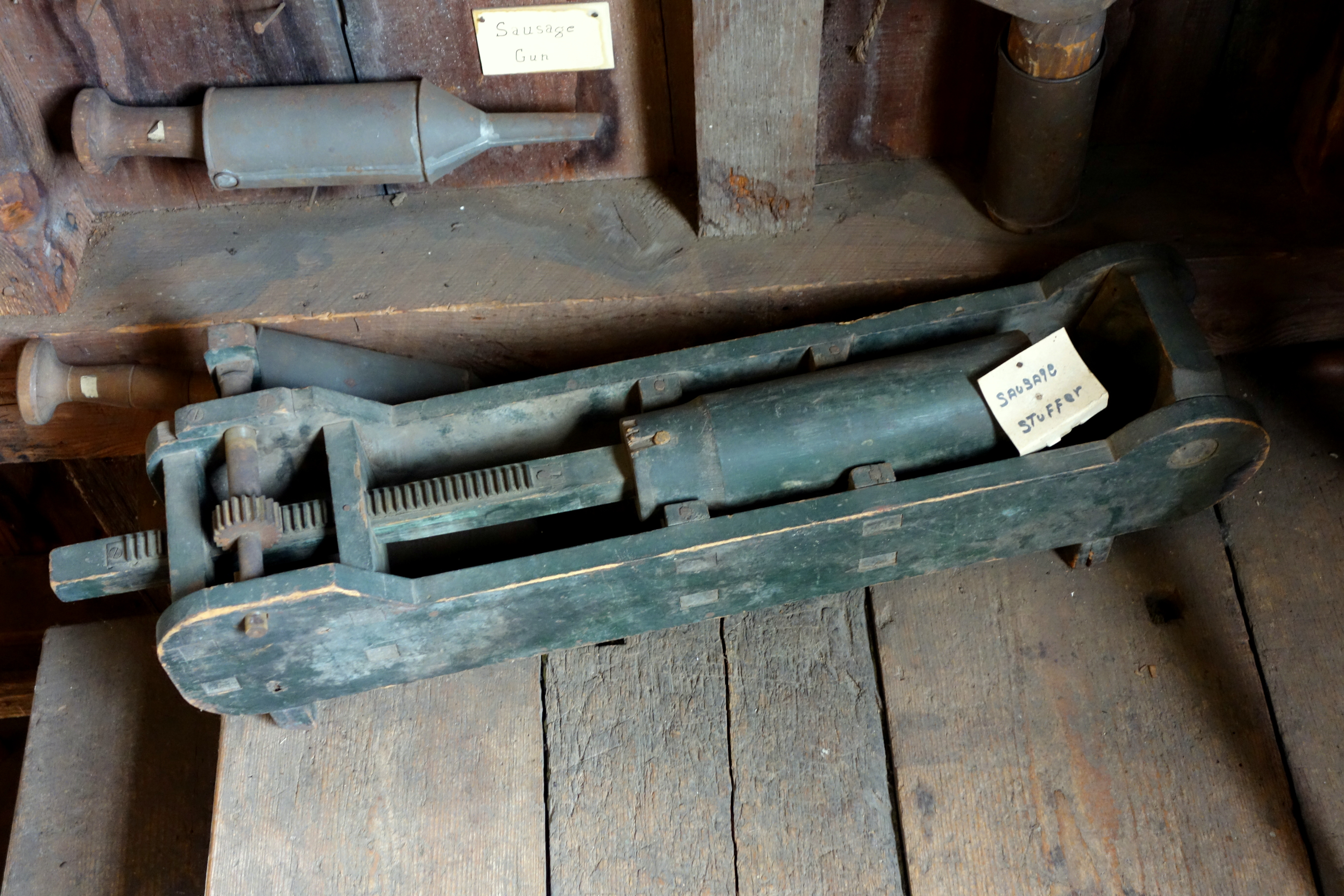
Muzeális kolbásztöltő eszközök

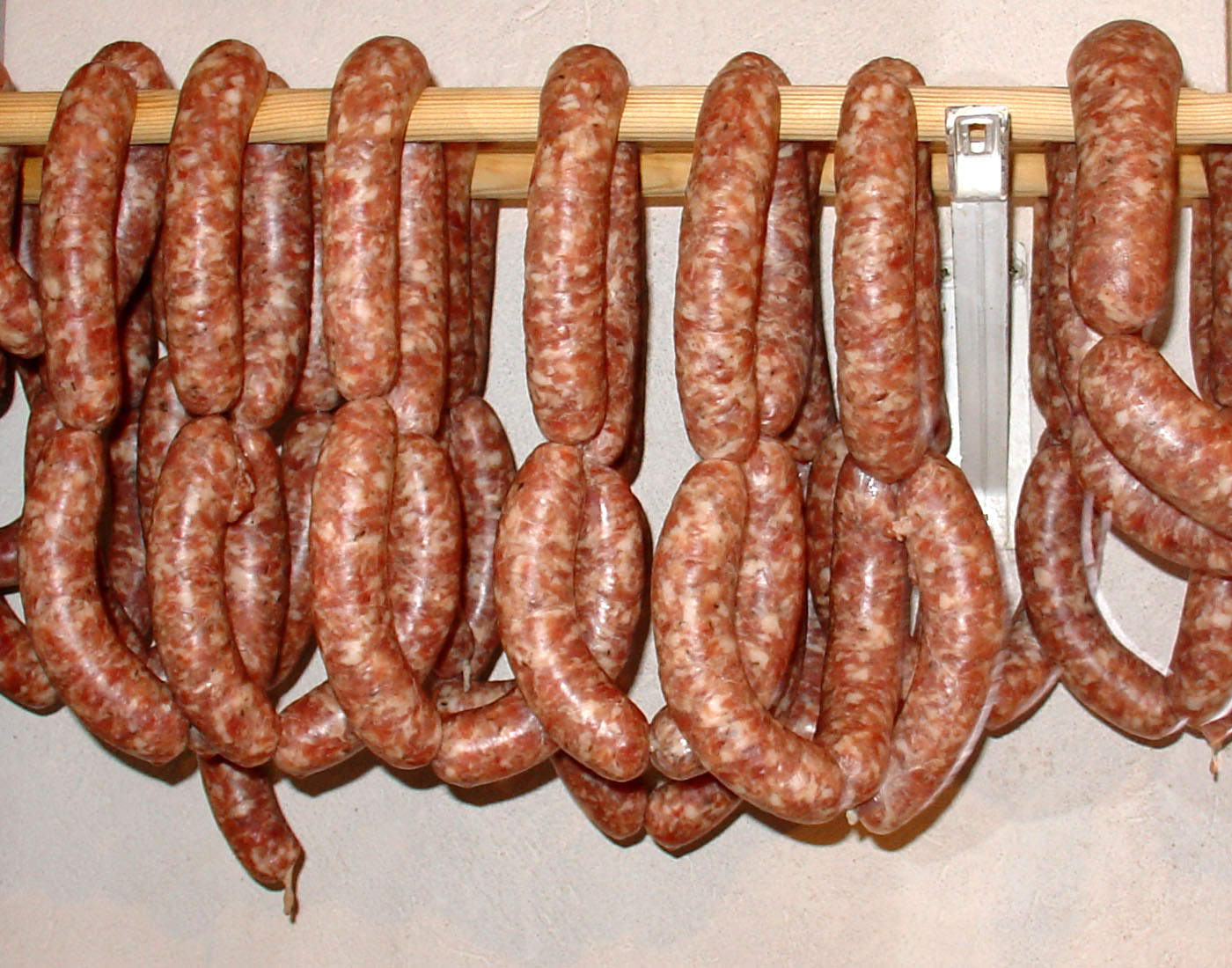
Nyers kolbászfüzér

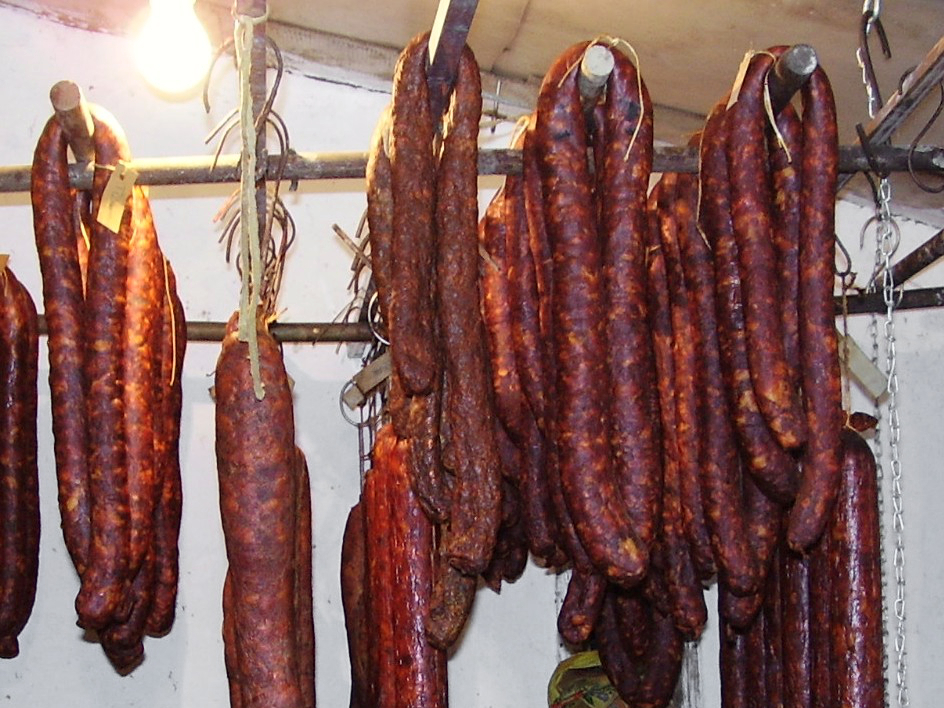
Házi csabai kolbász a spájzban

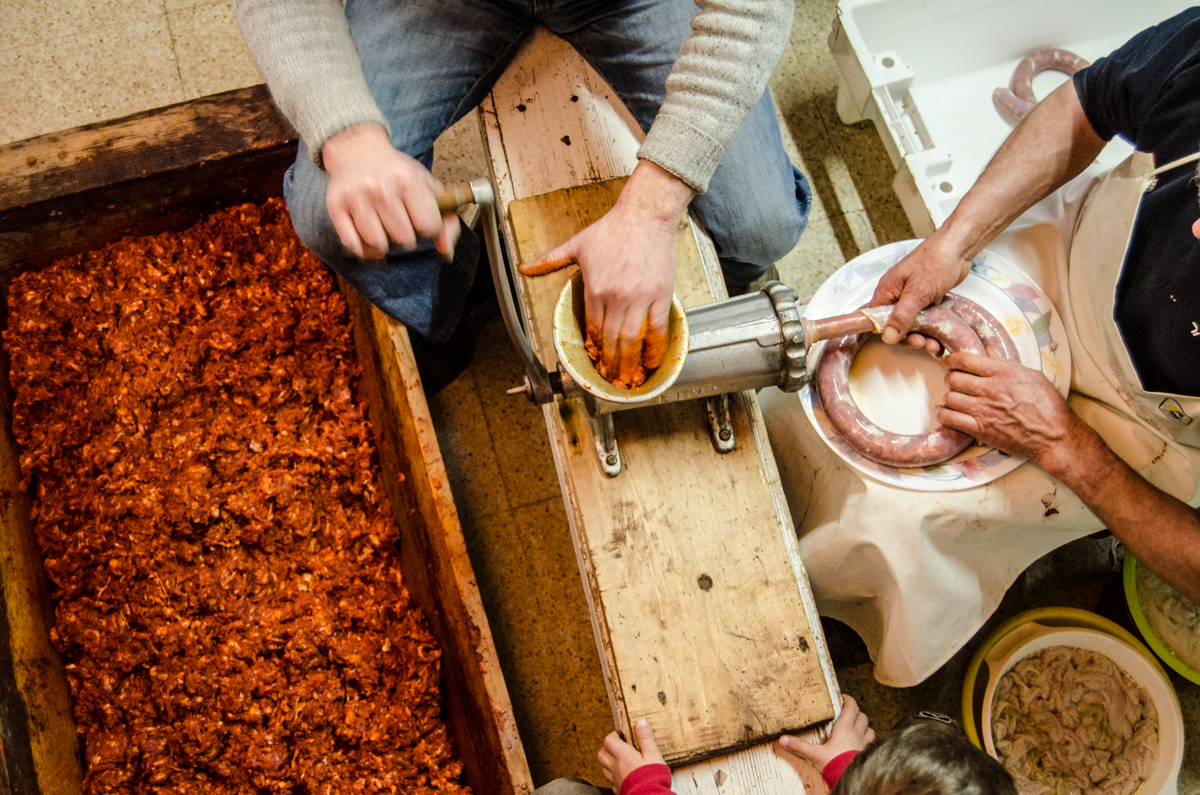
Kézműves kolbász töltése

Már Homérosz is írt egy állati bélbe, bendőbe töltött ételről:

Mint ahogyan lobogó tűz lángján forgat egy ember

vérrel meg zsírral teli bendőt erre meg arra

s várja nagy-áhitozón, hogy már megsüljön egészen,

így forgott töprengve Odüsszeusz erre meg arra,

egymaga mint csap le kezével a szemtelenekre.

kik többen vannak; s most jött közelébe Athéné,

égből szállva alá, fölvette egy asszony alakját
Az ókori rómaiak sok kolbászfélét ismertek. Ezek közül a legismertebbek a lucanicae, tomacula, farcimen, farcimina, botulus, funduli, longaones, hillae és az apexabones.
Lukánai kolbász

Törj össze borsot, rómaiköményt, borsikafüvet, rutát, petrezselymet, gyógyfüveket és babérbogyót garummal. Keverd össze pépes hússal, és törd tovább, hogy a szétzúzott fűszerekkel jól összekeveredjen. Miután összedolgoztad garummal, szemes borssal, sok zsírral és fenyőmagokkal, igen vékonyan töltsd bélbe, és akaszd füst fölé.
Bölcs Leó bizánci császár az állati bélbe töltött véres étellel kapcsolatosan a következő rendeletet bocsátotta ki: "Fölséges füleinkhez jutván a hír, hogy belekbe vért pakolnak, valamint gabonát zsákba, s ilyetén módon, mint más, közönséges eledel megevődik, császári fölségünk efféle szégyenletes dolgokat nem nézhet tovább, és meg nem tűrheti, hogy az ország tekintélyén és becsületén holmi nyalakodó, hasuknak élő alattvalók bűnös főzte miatt csorba ejtessék. Valaki tehát vért ilyetén módon gyömöszöl gyomrába, az pőrére vetkeztetik, megbotoztatik, és az országból örökre kiűzetik."
A germánok a kolbászkészítés művészetét is átvették a rómaiaktól és a középkor folyamán egyre tökéletesítették. Németalföldön is ismerték már a középkorban ezt a száraz, füstöléssel tartósított húsféleséget.
A török hódoltság idején a magyar konyha igen változatos volt. Kétféle hatás érvényesült benne, a nyugati francia-osztrák konyha és a keleti török gasztronómia. Az utóbbi a hódoltsági területeken a Duna vonalától keletre érvényesült, tehát az Alföld és Erdély gasztronómiáját határozta meg. Evlija Cselebi török utazó, aki 1660—1666 között bejárta a Török Birodalmat nyilván meg sem látta a sertéshúsból készült kolbászt és sonkát, amit pedig már igen korán ismertünk, hiszen dr. Bartha Júlia orientalista, etnográfus, a szolnoki Damjanich János Múzeum néprajzi osztályvezetője Kőrösi Csoma Sándor-díjas turkológus szerint a kolbász neve (qalbuz) ótörök eredetű. A török népek is ismerik a kolbászt, de természetesen vallási okok miatt sertéshús helyett borjú- ló- vagy marhahús vagdalékból készített fűszeres töltelékkel töltik meg a kolbászbélt.
Az állattartás és a földművelés köréből is sok ótörök eredetű szavunk származik, ilyen a: béklyó, gyeplő, karám, vályú, kérődzik, bika, borjú, tinó, ártány, disznó, ól, bors, kecske, ünő, ürü, tyúk, eke, arat, boglya, búza, gyom, gyepű, őröl, borsó, gyümölcs, alma, körte, bor, seprő, szőlő szavunk is. A török népekkel való érintkezés hatását mintegy kétszáz ótörök jövevényszó bizonyítja, amelyek mai szókincsünknek is eleven része, a honfoglalást követően nyelvünk szavai közé került szláv jövevényszavak száma körülbelül ötszázötven.

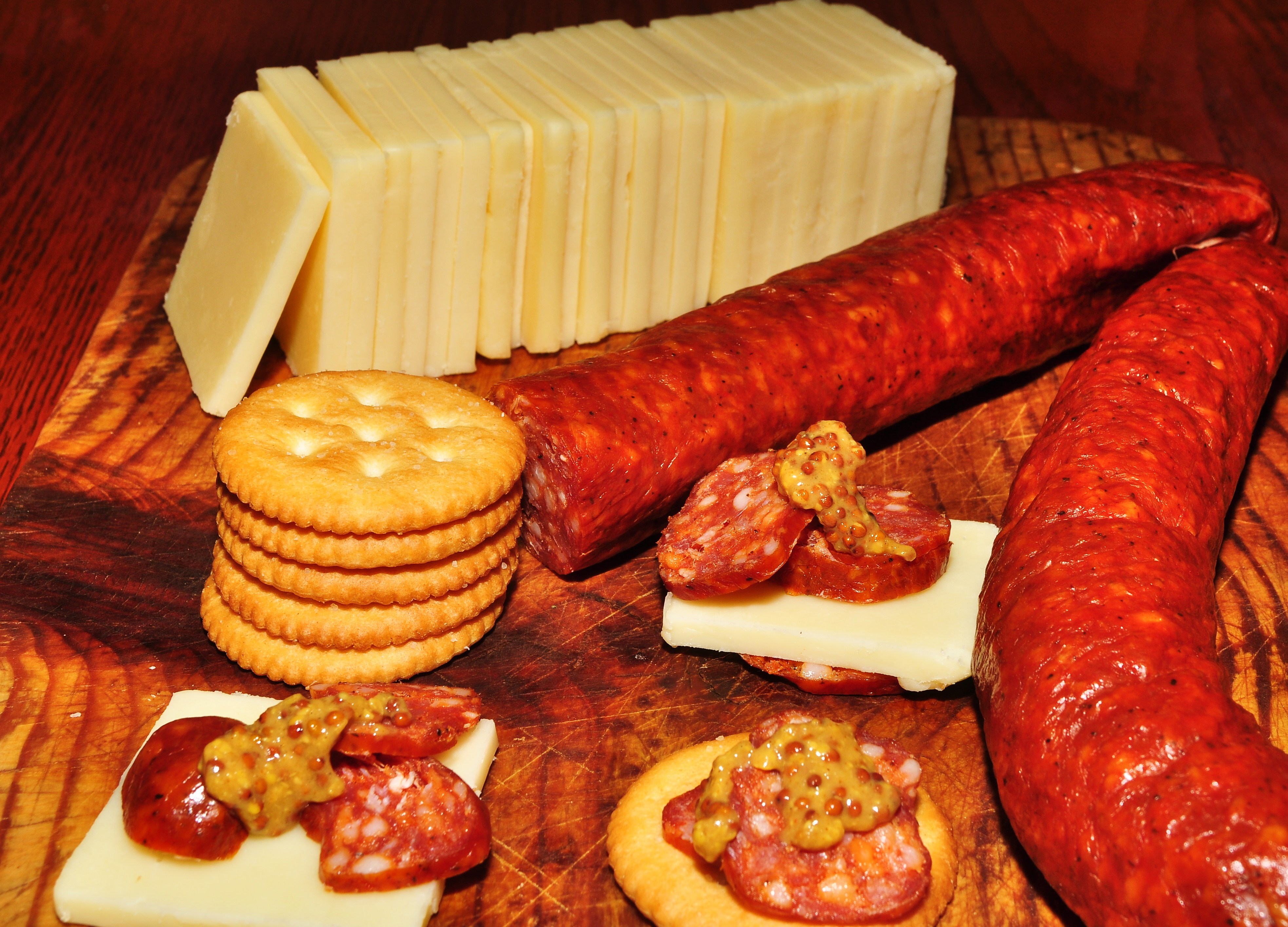
Magyar gyulai kolbász

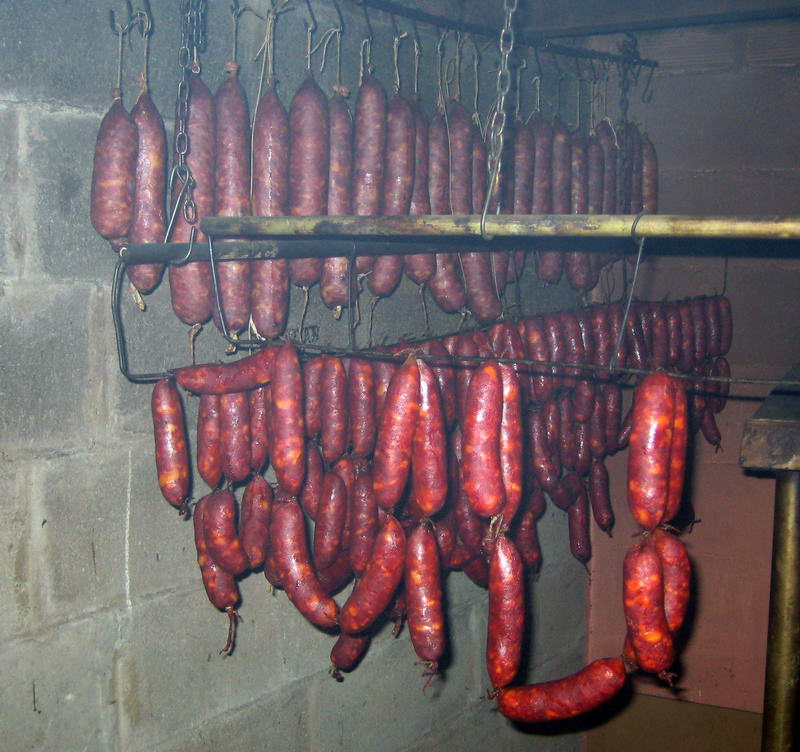
Kolbász füstölése Spanyolországban

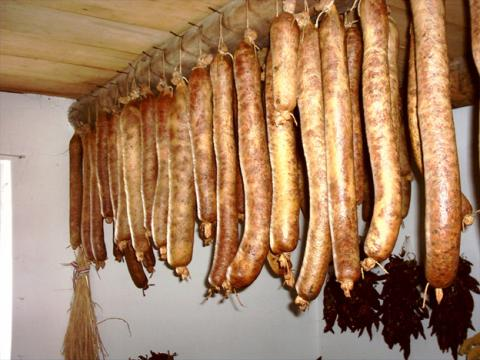
Felfüstölt kolbász szálak lógnak a kamrában Magyarországon

A kolbászt a magyarok disznóhúsból készítették. A disznó szavunk csuvasos jellegű ótörök jövevényszó. A falusi portákon a sertéstartás valószínűleg már a honfoglalást követő letelepedés után megkezdődött. A disznóhús fogyasztása széleskörűvé a török hódoltság idején vált. Ugyanis a török hódítók az iszlám szabályai szerint tisztátalannak számító hatalmas disznókondákat nem rabolták el. Az ekkoriban kitenyésztett mangalica sertés nevét szláv eredetűnek tartja a nyelvtudomány, de jelenleg még ennek etimológiája tisztázatlan.
A szó szerepel a Czuczor Gergely–Fogarasi János: A magyar nyelv szótára című 1865-ben megjelent műben is, amelyben a szerzők munkája kiterjedt a szótörténeti elemzésekre is. A mű a kolbász formát ismerteti és a szómagyarázatban megjegyzi, hogy a török nyelvben ez a külbászdi jelentéssel bír.
A magyar kolbász mai lényegét a magyar ételkultúra és hagyomány alakította ki, ezért lényegesen különbözik a német Bratwursttól, a nürnbergi, a braunschweigi vagy a bajor kolbásztól, a spanyol csorizótól (chorizo), a lengyel kielbasától, az olasz és egyéb népek kolbászféleségeitől.
Régi magyar szakácskönyveinkben már a kolbász elnevezés szerepel. Simai Kristóf piarista szerzetes 1795 és 1799 között Selmecbányán lejegyzett kéziratos receptgyűjteményében külön fejezetet kaptak a "Kolbászok, májasok, véres hurkák és gombócok". Ezek között szerepel borjúhús- és nyúlhúskolbász is. Az első recept azt írja le, hogyan kell "Akármi féle pecsenyéből kolbászt készíteni". Itt látható, hogy a kolbász sokféle húsból készülhetett:"Végy akármiféle pecsenyét: tyúk, kappan, pulyka, borjúhúst vagy akármi vadhúst, csak hogy felében legyen megsütve."
Régebben Magyarországon disznóöléskor általában kétféle kolbászt készítettek: A vastagbélbe töltött fehérkóbászt, azaz köleskásával készített hurkát és vékonybélbe töltött feketekóbászt. A hurkát hajdinakásával vagy burizzsel (hántolt búza rizs pótlására) készítették. A hurkát néha disznóvérrel is keverik, ezt véres hurkának mondják. Faluhelyen régen a rizst nem ismerték. Májas hurkát a rövid eltarthatósága miatt ritkában készítettek. Simai Kristóf idézett, XVIII. század végi receptjei között szerepel kétféle májas hurka (ennek egyik változata almával, vereshagymával és mogyoróhagymával készült, a másik rizzsel) és kétféle véres hurka ("magyar véres" és "német véres") is."
Mára az elnevezések merevebb kategóriákat jelölnek: a kolbász lapockából, dagadóból, combból, kicsontozott disznótarjából, 25-35%-os zsiradékanyag szalonna – hozzáadásával készül. Kolbász készítéséhez a disznóhússal együtt marha-, birka, vagy vadhúsokat (őz, szarvas, vaddisznó) is felhasználnak.
Persze minden nép a saját jól bevált kolbászkészítési receptjére esküszik. A nagy, neves kolbász- és szalámikészítő üzemeknél a titkos receptet csakis a mesterek ismerték. A falvakban pedig régebben apáról fiúra szállt a receptúra.
Az egyik legismertebb és legkedveltebb magyar kolbászféleség a csabai kolbász előállítása csak Békéscsaba és Gyula városának közigazgatási területén történhet. Az alapanyagként felhasznált sertéshús és szalonna magyarországi tenyésztésű sertésekből kell származzon.

## Kolbászkészítés

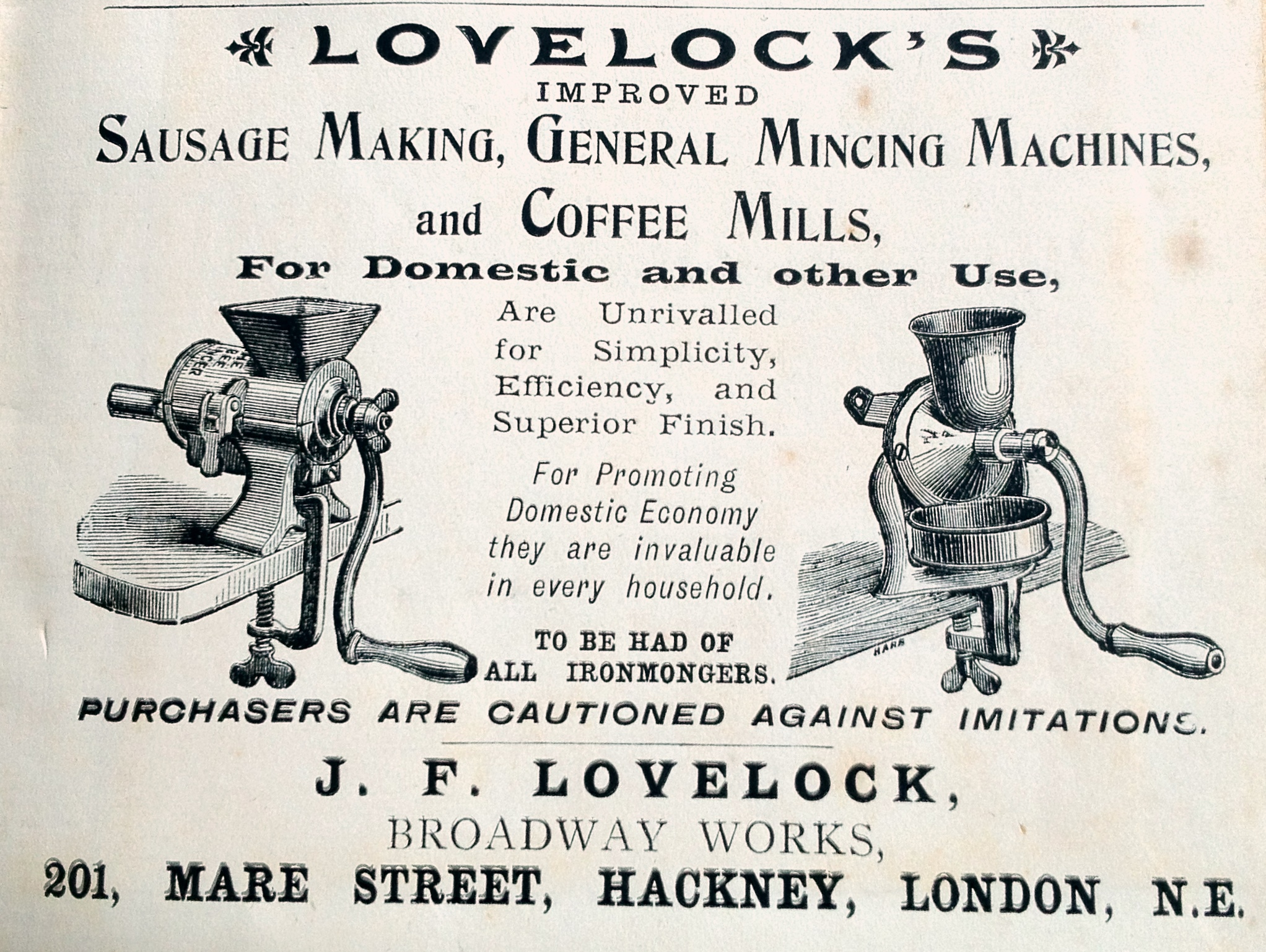
Angol kolbásztöltő berendezés hirdetés, 1894

A kolbászkészítés módjainak leírásánál az adalékanyagok – fűszerek, só – megadott mennyisége mindig kicsontozott színhúsban értendő. A kolbásznak való húst nem szabad megmosni, vízben áztatni, mert az így készült kolbász könnyen megromolhat. A húsra tapadt vért minden esetben száraz ruhával törölgessük meg, a nagyon véres részeket vágjuk ki. Az inas, mócsingos részeket, hártyákat, faggyús részeket, porcogókat darálás előtt távolítsuk el a húsról. Ez különösen fontos a marha-, a vad- és birkahúsok felhasználásakor.

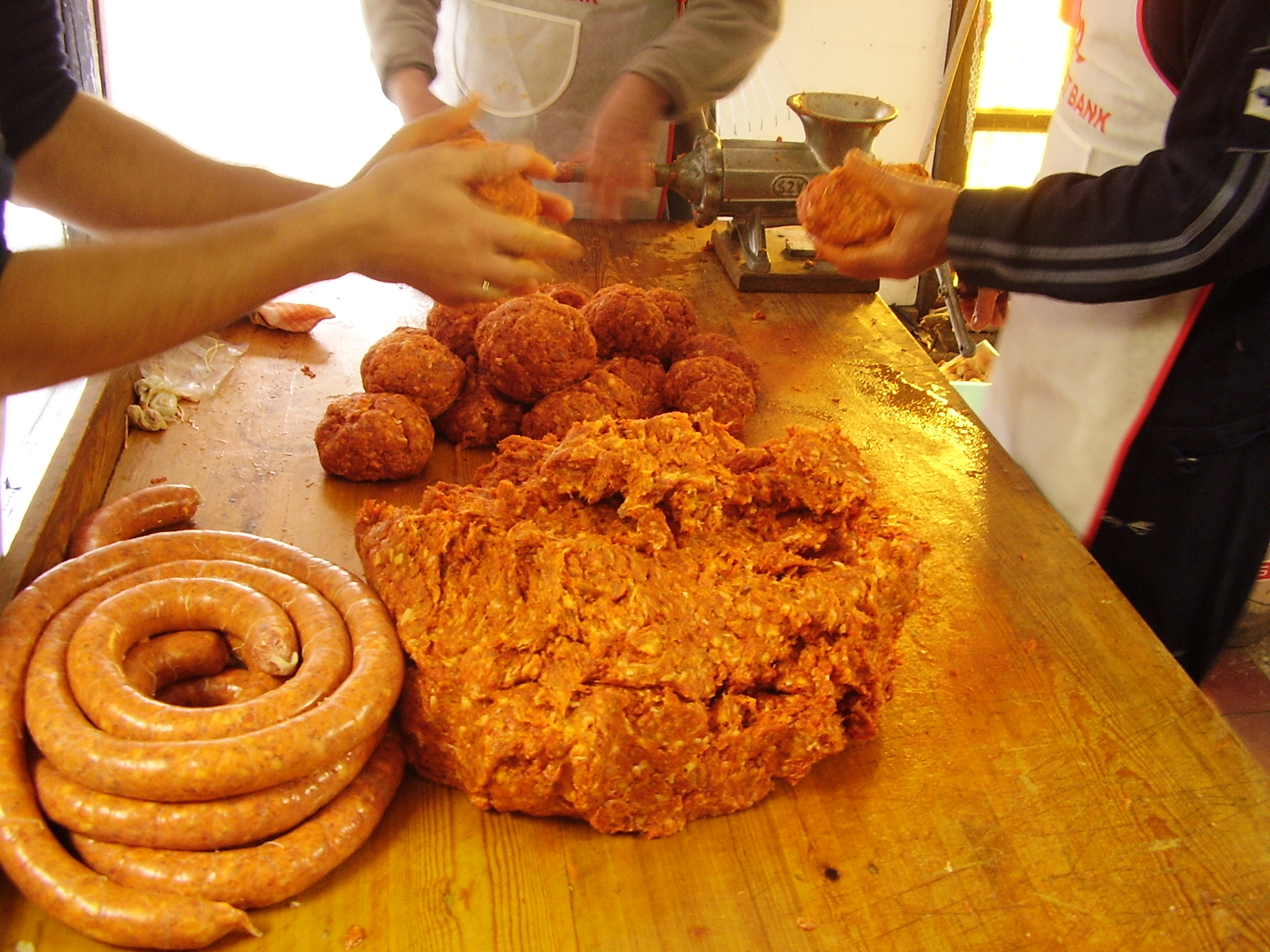
Kolbásztöltés Békéscsabán

A kolbászbelet langyos vízben tartsuk felhasználásig, mert az rugalmassá teszi, és megakadályozza a bél törését, szakadását. Ugyanez vonatkozik a műanyagbélre is. Noha az kevésbé szakad, és ha langyos vízben áztatjuk, rugalmassága is növekszik.
A kolbász súlyvesztesége – a felhasznált nyershús víztartalmától függően kilogrammonként kb. 3-5 százalék. Ez azt jelenti, hogy pl. 10 kg nyers, betöltött kolbászból ½ kg veszteség is előfordulhat, sőt tároláskor, a száradás következtében még további csökkenés várható. Ennek az a magyarázata, hogy a húsok víztartalma elég nagy, és már a füstölés alatt megkezdődik a száradási folyamat. Minél vékonyabb a kolbászbél, annál nagyobb lehet a súlyveszteség. A kolbásztöltés egyik legfontosabb szabálya, hogy a bélbe töltött kolbász olyan kemény legyen, amelyet a felhasznált bél fala kipukkadás nélkül elbír. Ha a belet nem tölti ki szorosan a hús, akkor a légbuborékokat tűvel meg kell szurkálni. Csak a betöltött, kész kolbászt szurkáljuk meg.
A fűszerekkel való felvegyités után jól össze kell a hust gyurni; ha izét helyben hagytuk, a kolbásztöltő segélyével töltsük meg a kolbászhoz való beleket, ügyelve, hogy a lehetőleg szép hosszu szálakban maradjanak a husok mert a párokba osztott kolbászok nagyon németesek, s inkább hasonlitván "virslihez", igazi magyar házakban csak fitymálást idézne elő, ha olyan kis silány araszos kolbászkákat tálalnának az asztalra! Miután mind elkészültek a kolbászok, egy rudra szépen fel kell azokat rakni - egy-egy szálat négy rétbe hajtva.

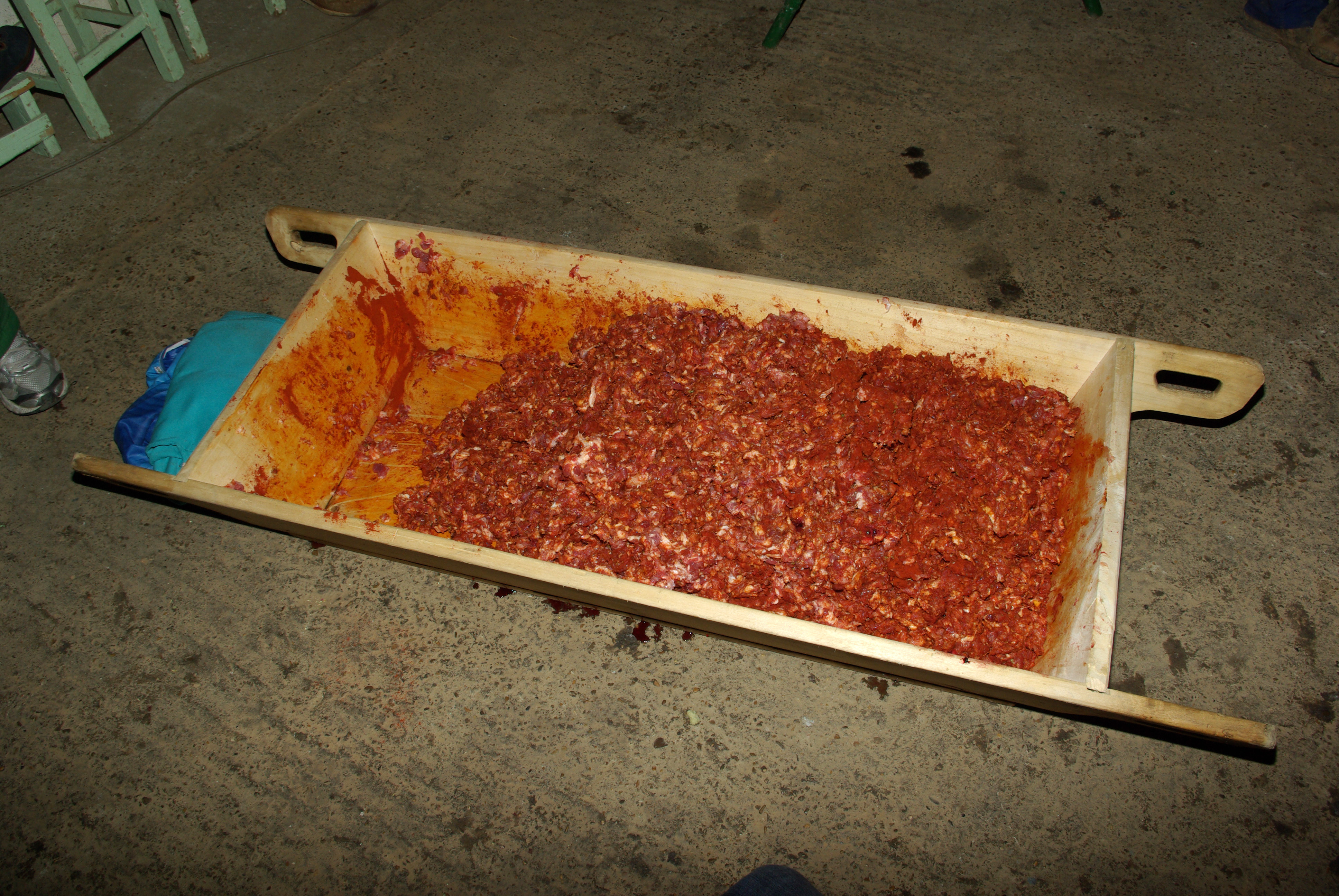
Tradicionális spanyol kolbász alapanyag teknőben, Santa María del Páramo

A kolbászbelet nem zsineggel kötjük el, hanem a bél egyik végén néhányat csavarunk, és ezzel elzárjuk a bél nyílását. A húst betöltjük az előzőleg méretre vágott bél teljes hosszáig. De követhetjük azt az eljárást is, hogy az elvágatlan belet több részben, csigavonalakba tekerjük, és a vég nélküli kolbászt utána daraboljuk méretre. Tetszés szerinti hosszúságban csavarunk egyet-egyet a betöltött kolbászon, és ily módon a 2-2,5 méteres kolbászbélből tetszés szerinti hosszúságú kolbászt készíthetünk. A betöltött, méretre vágott kolbászokat rögtön felakasztjuk egy rúdra, és szikkasztás után azonnal hideg füstre helyezzük.

## Szalámikészítés

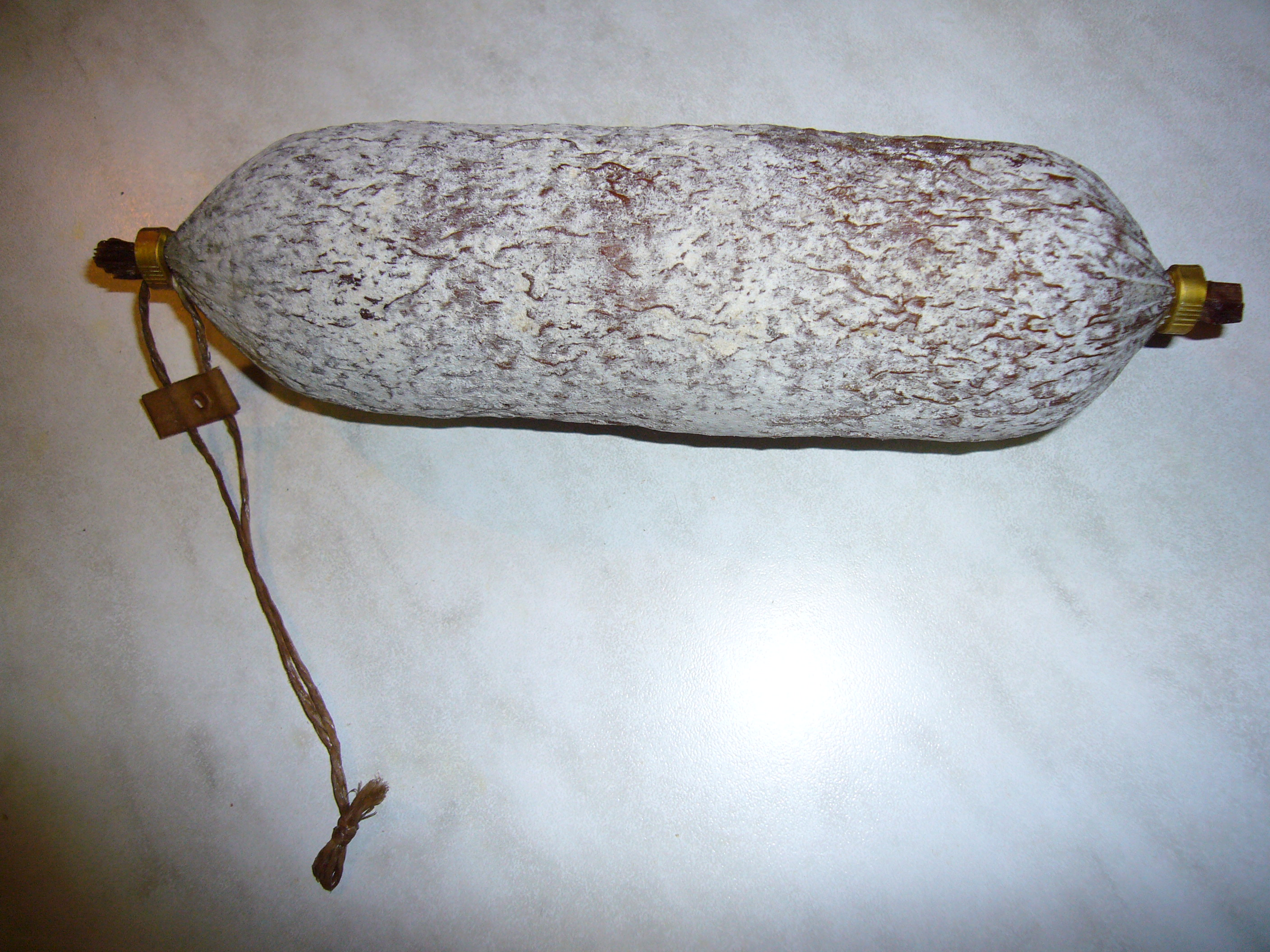
Szegedi téliszalámi

A szalámikészítéshez ugyanazokat a húsféléket használjuk fel, mint a kolbász készítéséhez. Alapanyagának zsiradékszükséglete sem különbözik a kolbászétól. Ízlés szerint a szalámi lehet zsiradékosabb, illetve rostosabb alapanyagú. Szalámitöltés céljára a disznó végbele, valamint az állandóan kapható műanyag-szalámibél, esetleg marhavastagbél, lóvékonybél használható. A disznóvégbéllel (kuláré a végbél és a hozzátartozó vastagbél másfél méteres darabja) óvatosan bánjunk, mert könnyen reped, különösen a töltésnél és az elkötésnél. A szalámi csak akkor áll el sokáig, ha keményre, feszesre töltjük.
Töltés előtt a méretre vágott belet egyik végénél erős, vékony zsineggel szorosan elkötjük úgy, hogy kétszer-háromszor megcsomózzuk. majd az így keletkezett darabkát visszahajtjuk, és újból megkötjük. Ezzel a kettős kötéssel megelőzhető, hogy a szorosan töltött massza kitüremkedjen a bélből. Olyan kötőzsineget használjunk, amelyik a szalámit súlyánál fogva biztosan megtartja a leeséstől. Minél vastagabb szalámibelet használunk, és minél keményebbre töltjük, annál kisebb a füstölés és a száradás utáni súlyveszteség.
Amennyiben töltés közben levegőbuborékokat észlelünk, tűvel szurkáljuk meg, vigyázva arra, nehogy a szúrás következtében kirepedjen. A keményre töltés és kötözés után felakasztjuk és cukros vízbe mártott kézzel végigsimítjuk. Ez a művelet nem csak lezárja a légbuborékok kiszúrásakor ejtett lyukakat, hanem füstölésnél elősegíti a jobb színeződést is.
A szalámi tartósított húsárunak minősül, ezért kellő gondot kell fordítanunk a fűszerezésre, a tartósítószerek használatára, a füstölésre, a hűvös, szellős helyen történő érlelésre, illetve a tárolásra. Tartósító anyagként nátriumbenzoikum, salétromsó és borkősó egyaránt használható a töltött húskészítményeknél.

## Füstölés
A füstölés húsok, húskészítmények, szalonna- és kolbászfélék, valamint sajtok tartósítására használt eljárás. Régészeti ásatások igazolják, hogy a füstölés a szárítás és a sózás mellett a legősibb tartósítási eljárás. Amióta az emberiség a tüzet ismeri, füstjét húsok és halak konzerválására is használja. Magyarországon nagy hagyománya van a füstölésnek, régebben szinte minden falusi portán volt füstölő vagy szabadkémény. Egy 1573-ból származó leírás szerint a füstölés hozzátartozott a mindennapi élethez. „Vannak olyanok, akik a sonkákat és a megmaradt húst nem hordókba rakják, hanem egy deszkalapon állni hagyják 10 napig, majd felakasztják egy húsos kamrában, hogy átjárja a tiszta levegő. Miután egypár napot a levegőn volt, először enyhe, majd erősebb füsttel megfüstölik. A hús igen ízletes lesz, ha a füsttel együtt egy kis levegő is éri. Ha kezdettől fogva túl erős füsttel járatjuk meg, akkor a hús megbüdösödik.”
A füstölés időtartamától függően csökken a kolbász víztartalma, felülete kiszikkad és egy védőréteg keletkezik rajta. Faluhelyen a kolbász füstölését a kifejezetten erre a célra épített füstölőkamrákban végzik. A füst fa és fűrészpor lassú égetésével keletkezik. A speciális illatot árasztó fák, pl. fenyőfa erre nem alkalmas, mert illóanyagát teljesen átveszi a füstölt kolbász és a fából kiáradó gyanta megkeseríti azt. Bükkfa, bükkfafűrészpor, gyümölcsfa, gyümölcsfafűrészpor a legalkalmasabb a kolbászfüstölésre. Sok helyütt szőlőtőkét is használnak. A füst illóanyagai beívódnak a kolbászba, és kialakul a jellegzetes, enyhén barnás szín. A kolbászt egy napig általában hagyják szikkadni (füstölés nélkül), hogy majd jobban átjárja a füst, aminek a hőmérséklete nagymértékben meghatározza a végtermék eltarthatóságát. Forró füstöléssel nem szabad a kolbászt kezelni, mert a magas hő kiolvasztja a zsiradékot. A kolbász ettől száraz és kemény lesz, szeletelni sem lehet, illetve a magas hőmérséklet hatására a kolbász felületén kéreg képződhet, ami megakadályozza, hogy a füst kellő mértékben átjárja, így az idő előtt megromolhat. Lassú vagy hideg füstöléssel a hosszabb ideig tárolni kívánt kolbászféleségeket megfelelően tartósítják. Az úgynevezett lángolt kolbász rövid ideig tartó, intenzív érlelési eljárással készül. Ha a felfüstölt kolbász színe erősen barnás, az annak a jele, hogy túlfüstölték. Ilyenkor az íze kesernyés lesz és közvetlen fogyasztásra alkalmatlanná válik. A kolbásznál a füstölési idő 3-5 napot vesz igénybe.

## Kolbász a magyar közmondásokban

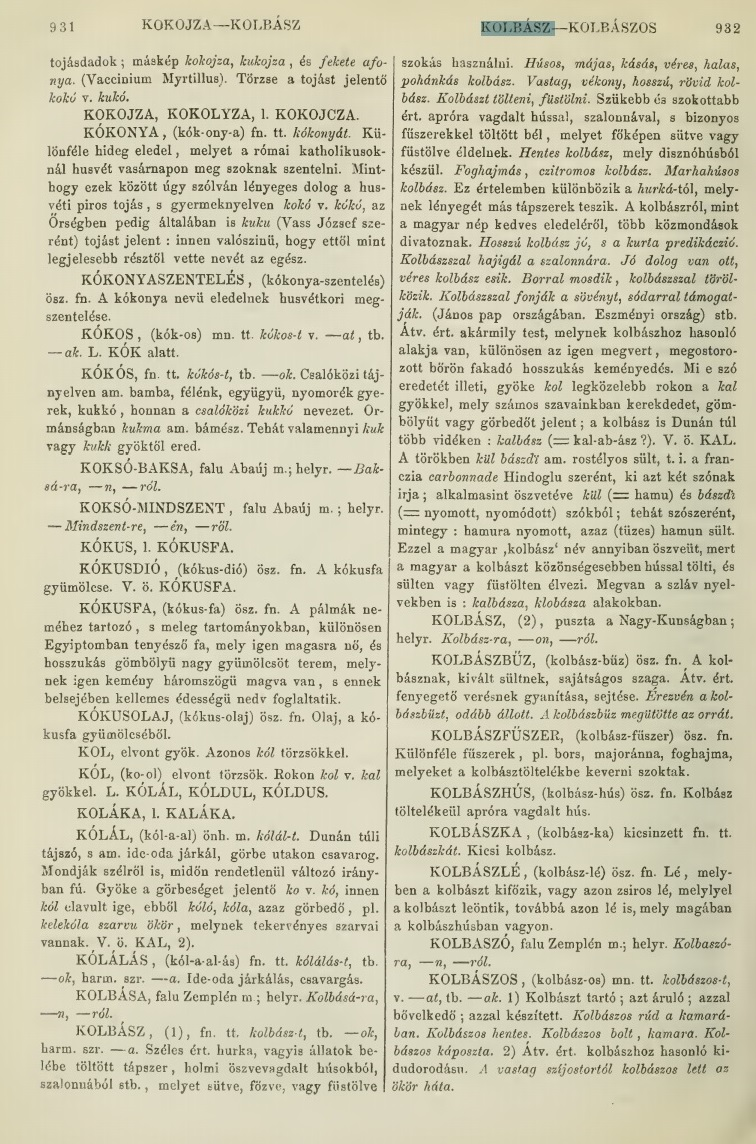
Kolbász. Czuczor Gergely Fogarasi János: A magyar nyelv szótára, 931-932 számú oldala

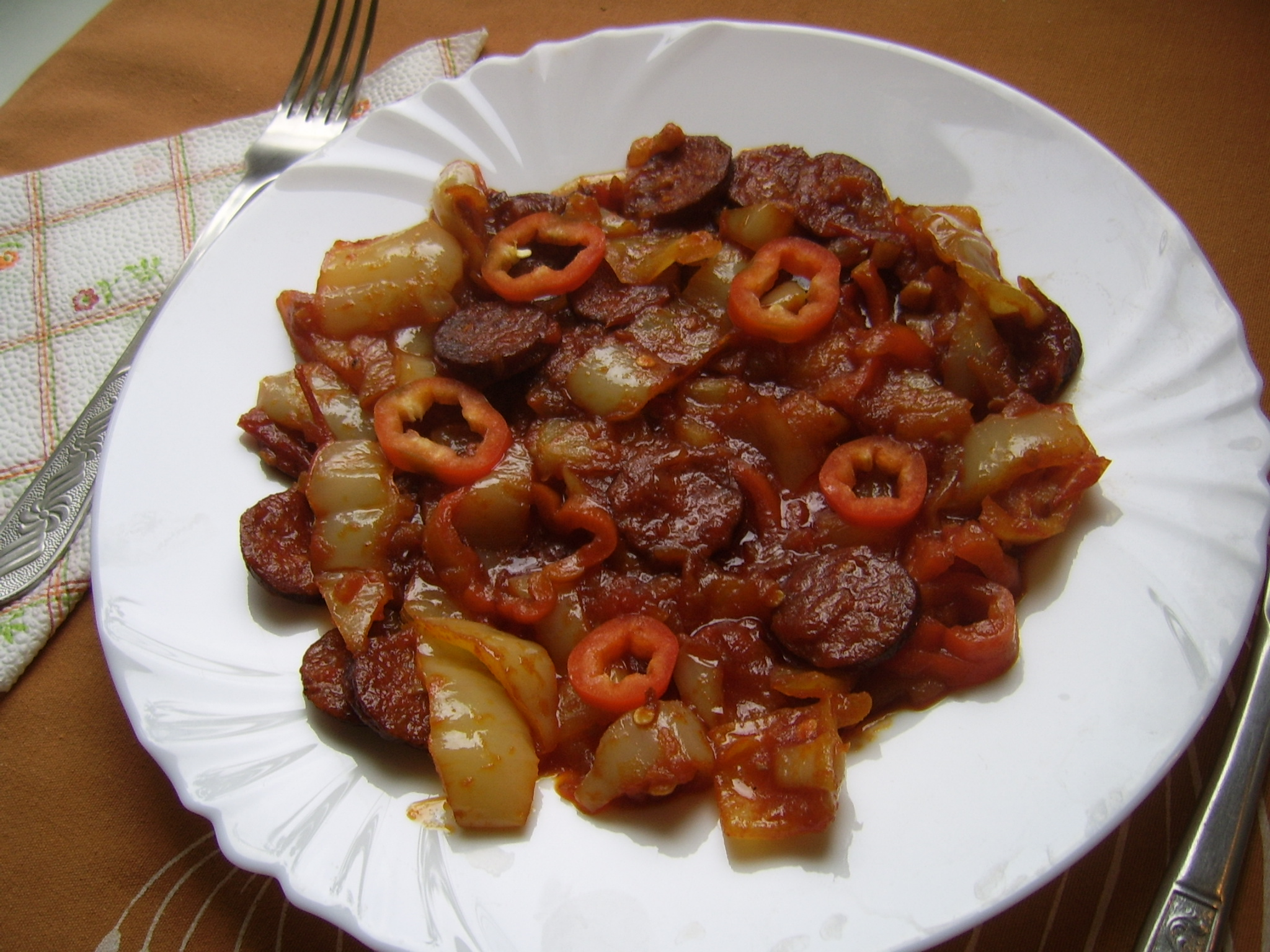
Kolbászos lecsó

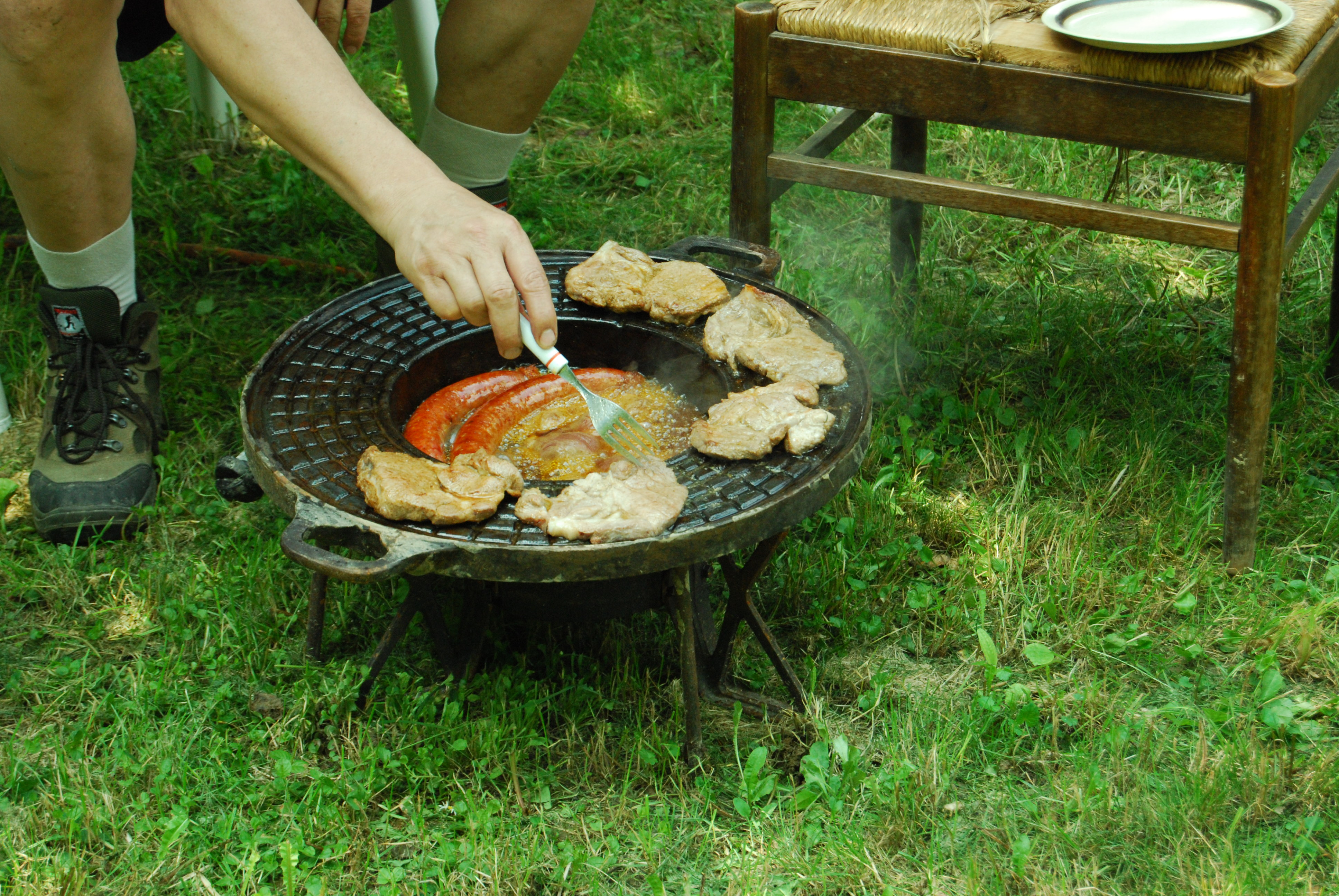
Kolbászsütés bográcsban

- „Lé táplálja a disznót, kolbász a rossz szolgát.”
- „Késő a kolbászt akkor kímélni, mikor már elfogyott.”
- „Borral mosdik, kolbásszal törülközik.”[37]
- „Több nap, mint kolbász.”[38]
- „Máshol sem fonják kolbászból a kerítést.”
- „Rövid ital, hosszú kolbász, az a jó!”[39]
- „Jó a hosszú kolbász és a rövid prédikáció.”
- „Ha a kutya fohásza teljesülne, kolbász esne az égből.” (török közmondás)
- „Az ünnep akkor jó, ha rövid a beszéd és hosszú a kolbász!”
- „Sok zsírban sül jól a kolbász!”
- „Könnyű eltalálni a kolbász csiklóját.”

## A kolbász meséinkben
- Benedek Elek: A három kívánság.
- Magyar népmese: A kolbász, a béka és az egér.

## Toszogatott kolbász
Toszogatott kolbász. A MTsz szerint 'parasztkolbász, amely darabos hússal van megtöltve, s ezt ujjal dugdossák belé'. A MTsz Heves megyéből közli egy 1840-ből iszármazó följegyzésből. Megvan már Kresznerics szótárában: toszogatott kolbász, melly nagy falatokra metszett hússal van megtöltve. Móricz Zsigmond is leírja Kivilágos kivirradtig c. regényében: A kolbász is kétféle volt akkor: volt rendes, apróra vágott kolbász s olyan nagyobb darabokból, ezt az ujjával nyomogatta be a hurkába, idesapám ezt szerette, ez volt a toszogatott kolbász (64—65). Csűry Szamosháti Szótárában nem idézi. A Hegyalján Kassai Szókönyve szerint taszogtatott-kolbásznak nevezték, (MTsz). Hol ismerik még ezt a kolbászfélét és hogy nevezik? Alapszava: tosz 'taszít' (Kapnikbánya), betosz 'betaszít' (Csík m.) MTsz. A taszít igének is van toszit, toszét 'tol' (Szamoshát Csűry), toszit 'schieben, stossen' (Moldva Wichmann) alakja. Moldvában toszigál 'hinund her stossen, iscliieben'.

## Lókolbász
Habár úgy tartják, hogy a magyar lovasnemzet, egyre nagyobb keletje van a lóhúsból készült kolbászoknak Magyarországon is, amit ipari kolbászgyártók készítenek és forgalmaznak. Természetesen komoly viták közepette, hiszen például egy lovasember és a lókolbász kizárja egymást. Kínában évi 421 000 tonna lóhúst fogyasztanak, Kínán kívül a legnagyobb lóhúsfogyasztó országok Mexikó, Oroszország, Olaszország, Kazahsztán, Japán, Franciaország, Svájc, Németország és Belgium. A lóhús íze nagyon hasonlít a marháéra, csak kissé édesebb. A lóhús fogyasztása kedvező élettani hatású. Ismertebb lókolbász márka az egri lókolbász, szarvasi lókolbász, Klement lókolbász.

## Kolbászfajták (Codex Alimentarius Hungaricus)

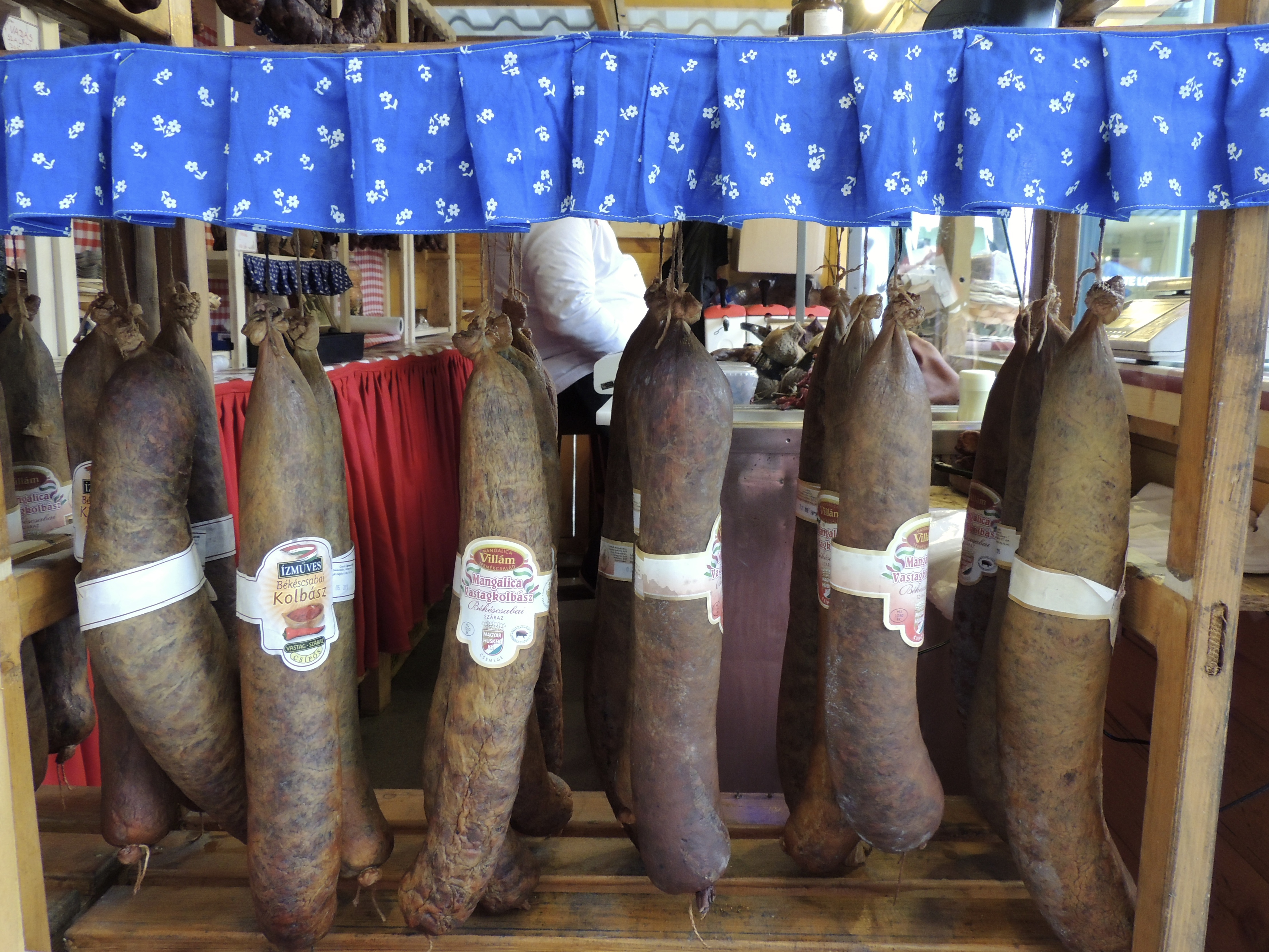
Magyar kolbászok egy budapesti fesztiválon

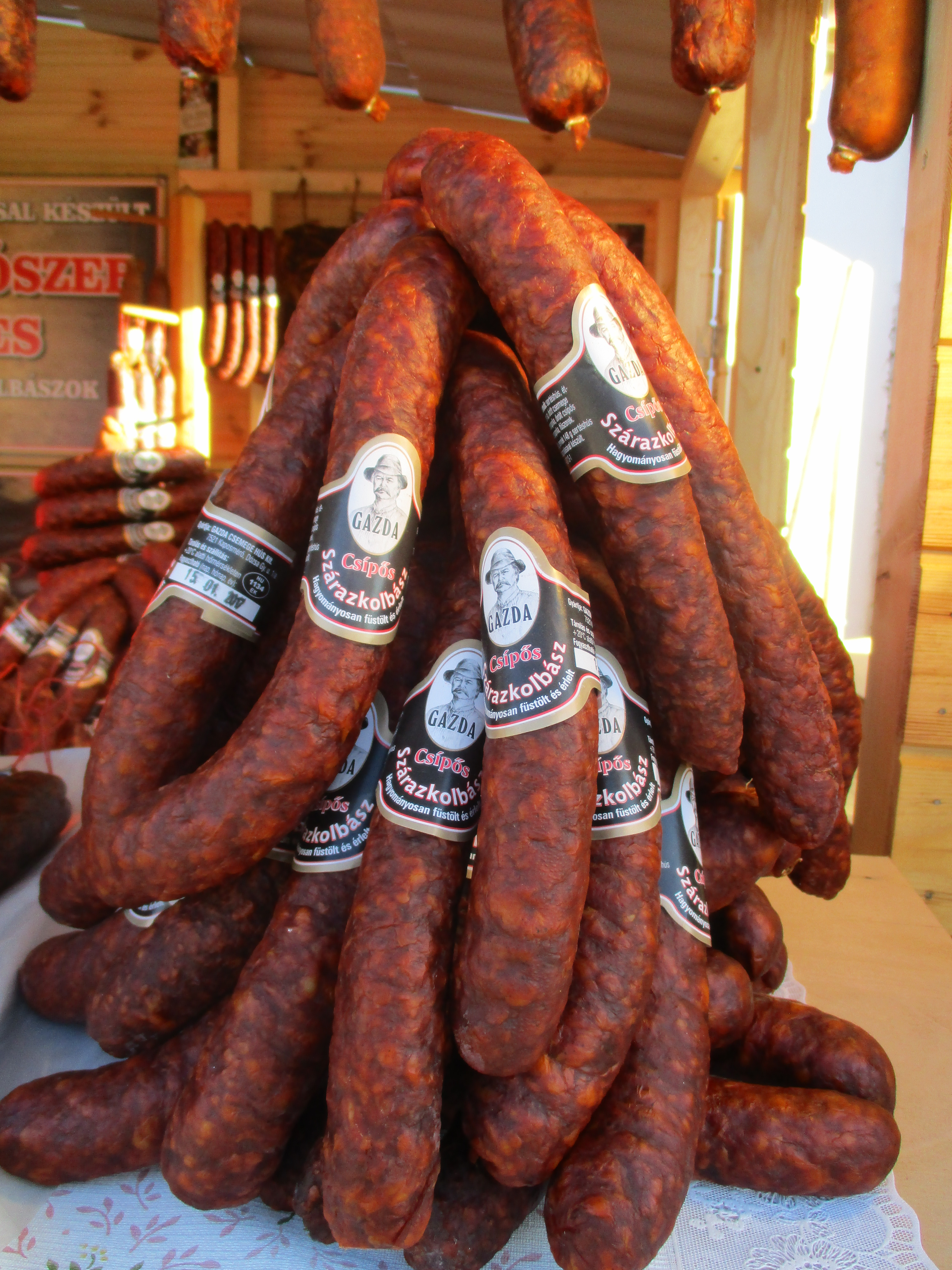
Csípős szárazkolbász

A szárítás idejétől függően félszáraz vagy száraz kolbászról beszélhetünk.
- Nyers kolbászok
  - Nyers, sütni való kolbászfélék
  - Nyers, füstölt (lángolt) kolbászfélék
- Főtt, füstölt (hőkezelt) kolbászok
- Nyers, érlelt kolbászok
  - Nyers, szárításos érleléssel előállított (hagyományos) kolbászok
  - Nyers, érlelésgyorsítók alkalmazásával előállított (gyorsérlelésű) kolbászok

### Vegetáriánus termékek
Az ezredforduló után immáron Magyarországon is kapható többféle vegetáriánus, azaz növényi alapanyagokból – gabonafélék, kisebb részben szója – készített (műbeles) kolbász. A különböző állagú (őrölt vagy egészben hagyott gabonaszemek) termékek kivitele, színe és fűszerezése, a hazai hagyományoknak és ízlésvilágnak megfelelően szintén az eredetire emlékeztet.

## Földrajzi árujelzők
Csak az adott településen és közvetlen környékén állítható elő ezen a néven:
- Gyula (gyulai kolbász),
- Békéscsaba (csabai kolbász).

## Irodalmi vonatkozások
– Nincs is annál jobb az asszonynak, mint a jó kolbász – szólt Szalay Péter vidám röhejt ébresztve így elmélkedett tovább: - Én azt szinte nem értettem, hogy a legfelségesebb kolbászt a sonkának szánt színhúsból lehet kihasítani. Azonban néztem, ahogy vágja, így, két késsel, olyan apróra, mint a gyöngyharmat. Mert a kolbász is kétféle volt akkor: volt a rendes apróra vágott kolbász, s olyan nagyobb darabokból, ezt az ujjával nyomogatta be a hurkába, idesapám ezt szerette, ez volt a toszogatott kolbász…

## Érdekességek
- A régi vicc szerint: – Kisfiam, miért sírsz? – Mert nem emlékszem, mit mondott anyukám! Csabikám, menj le a boltba és hozz 20 deka gyulait, vagy Gyuluskám, szaladj le a boltba és hozz 20 deka csabait! – Ó, hát ezen könnyen segíthetünk! Hogy hívnak? – Bélusnak...
- A Rocko modern élete c. amerikai rajzfilmsorozat egyik (1995-ös) epizódja a kolbászimádatról és -szektáról szól: Kolbászfejűek (Schnitt-heads). 3. évad, 2. rész. ("Ez a kolbász-blues, / Melák igát húz...")

## Képek

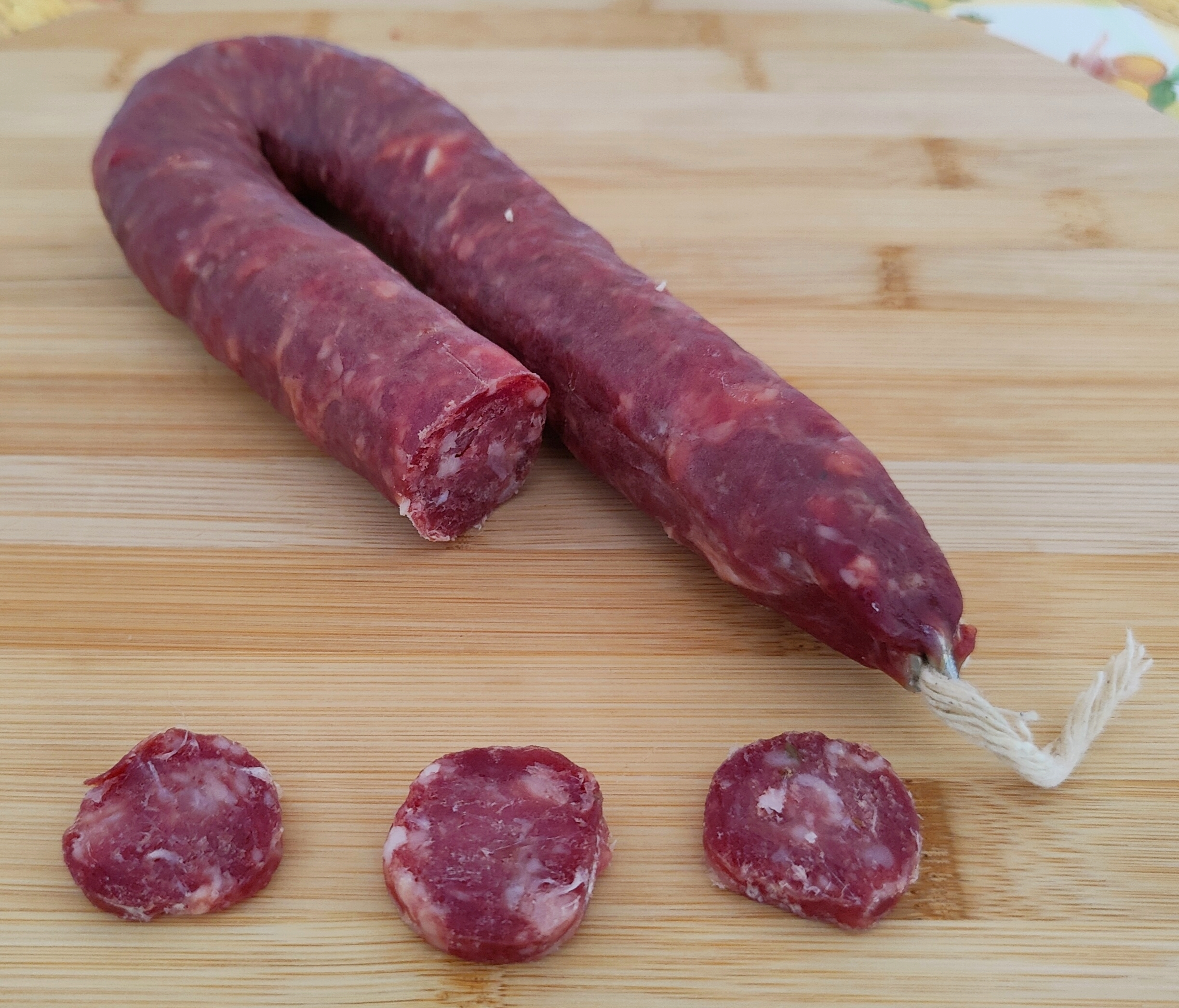
Lucanica di Picerno (OFJ)
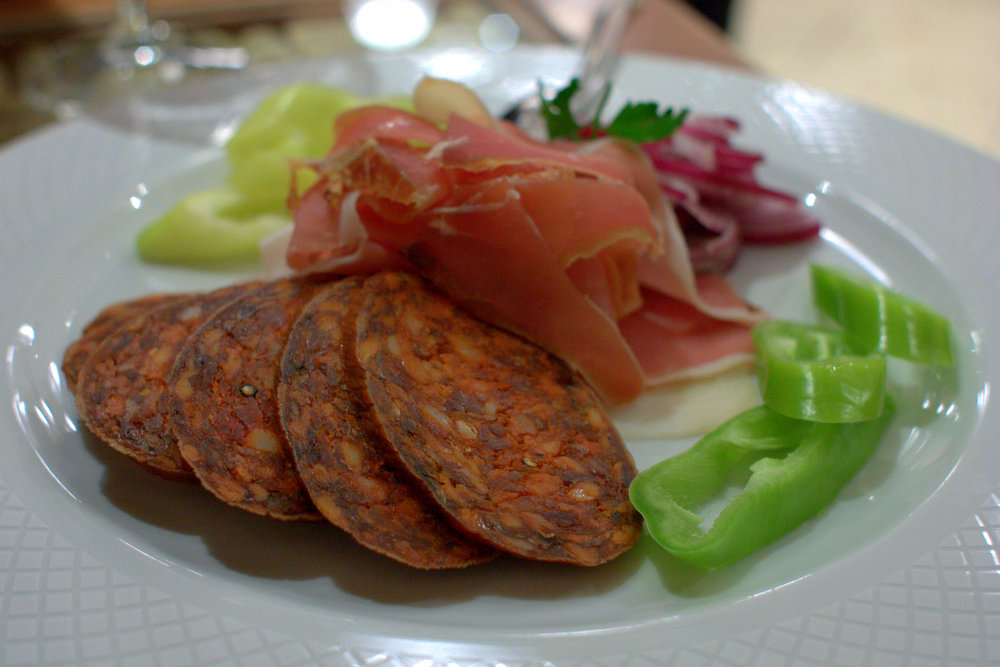
Paprikás szalámis tál
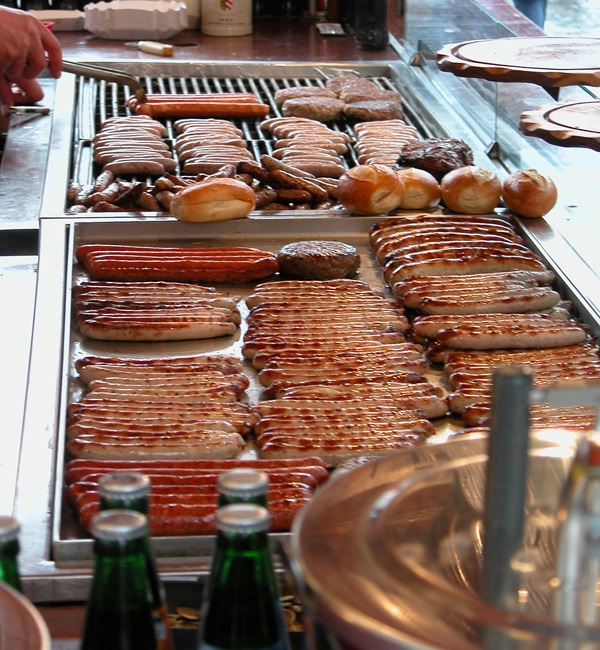
Nürnbergi kolbászkák grillezése
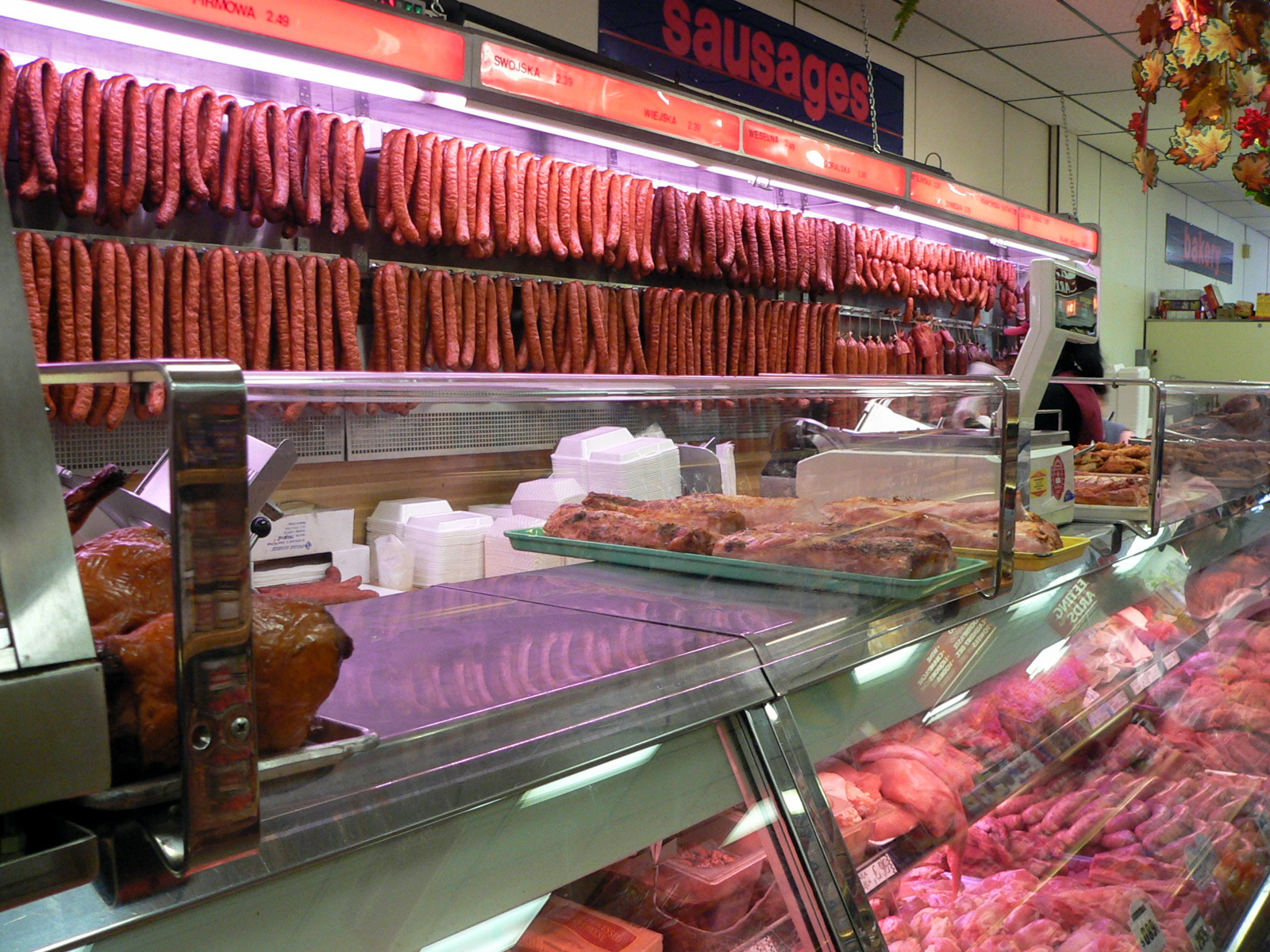
Lengyel swojska áruda Chicagóban
- Háromméteres kolbász töltése (Olaszország)
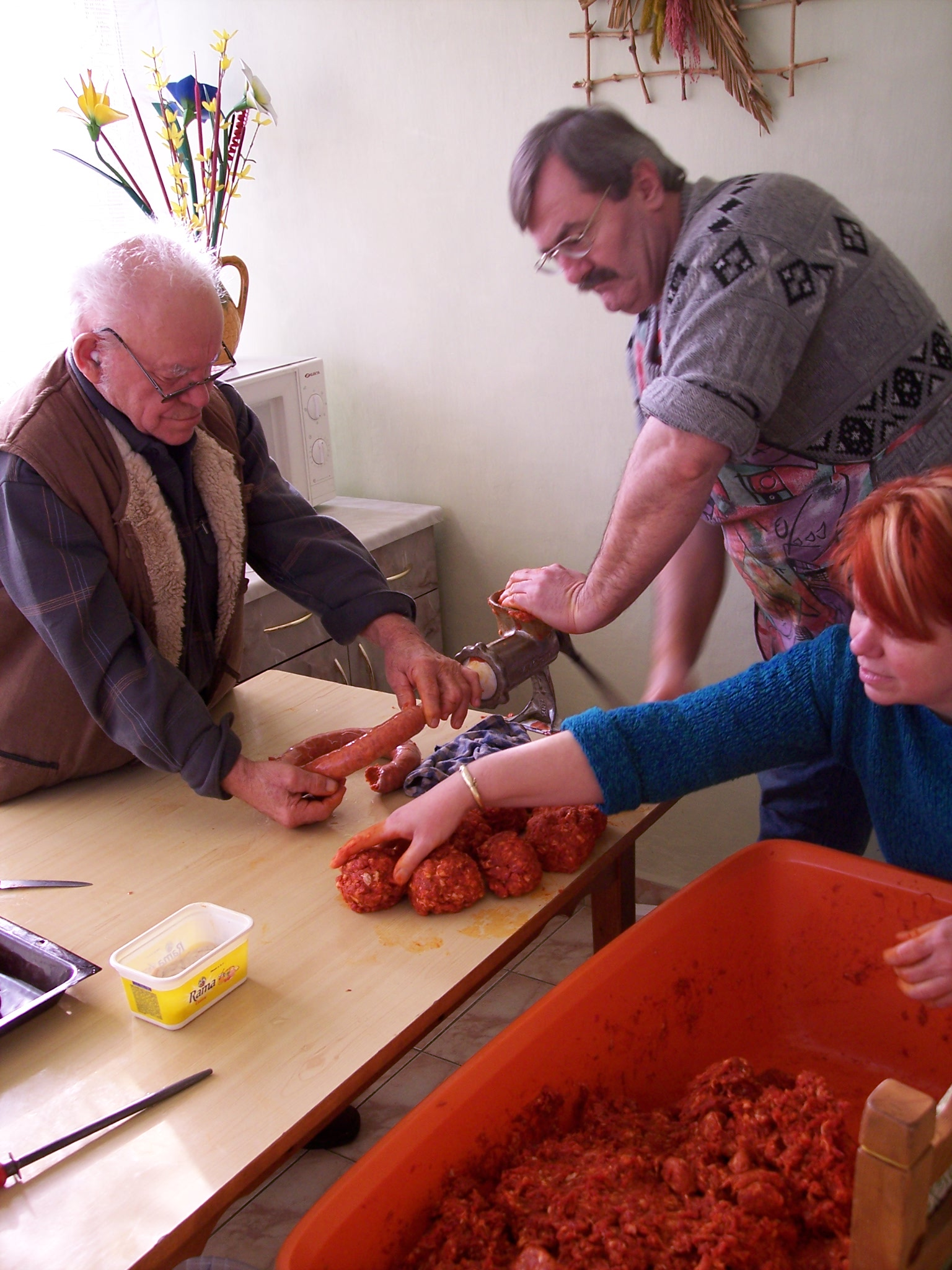
Kolbásztöltés és a késztermék kötözése
- Családi kolbásztöltés
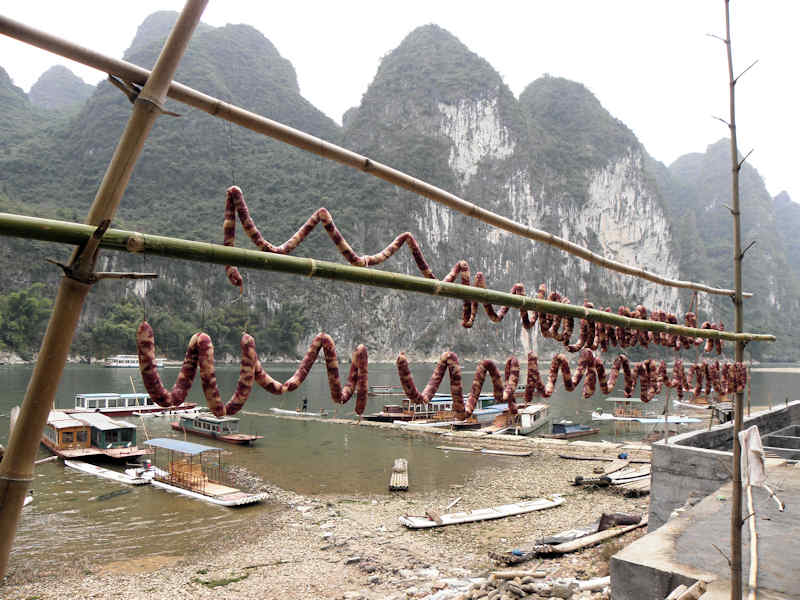
Kolbász szárítása Kínában
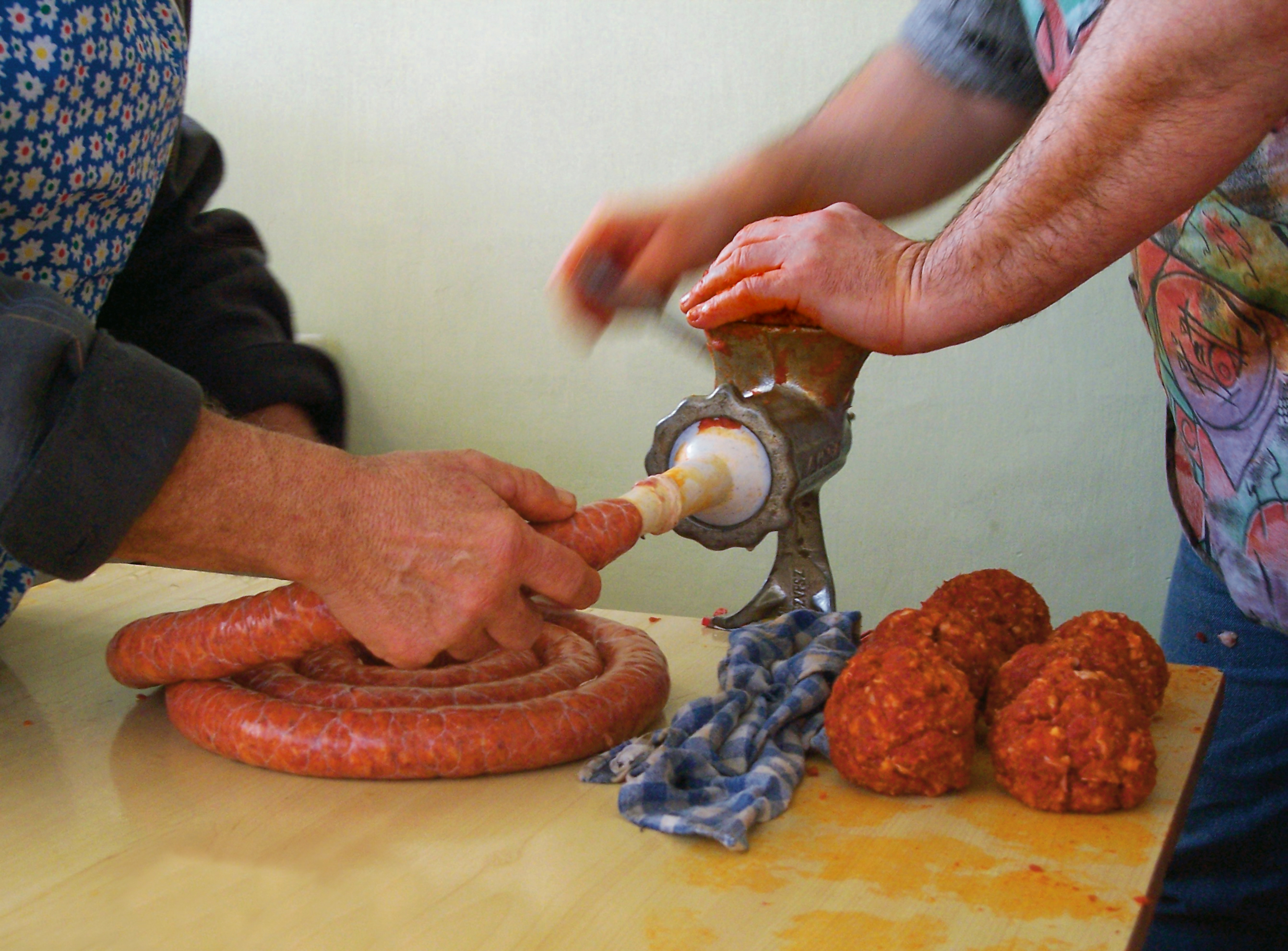
Kolbásztöltés húsdarálóval
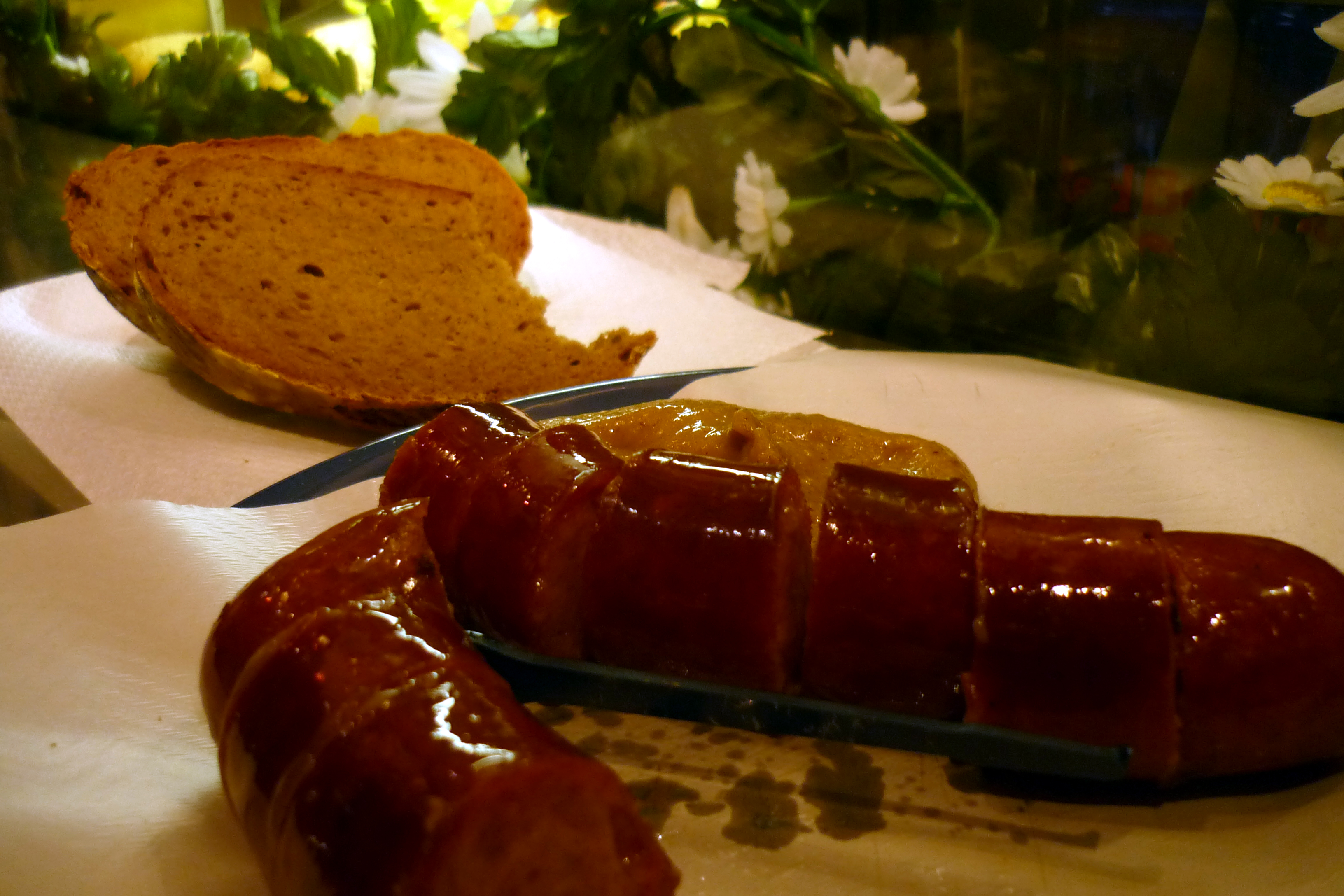
Osztrák sajtos kolbász, a käsekrainer
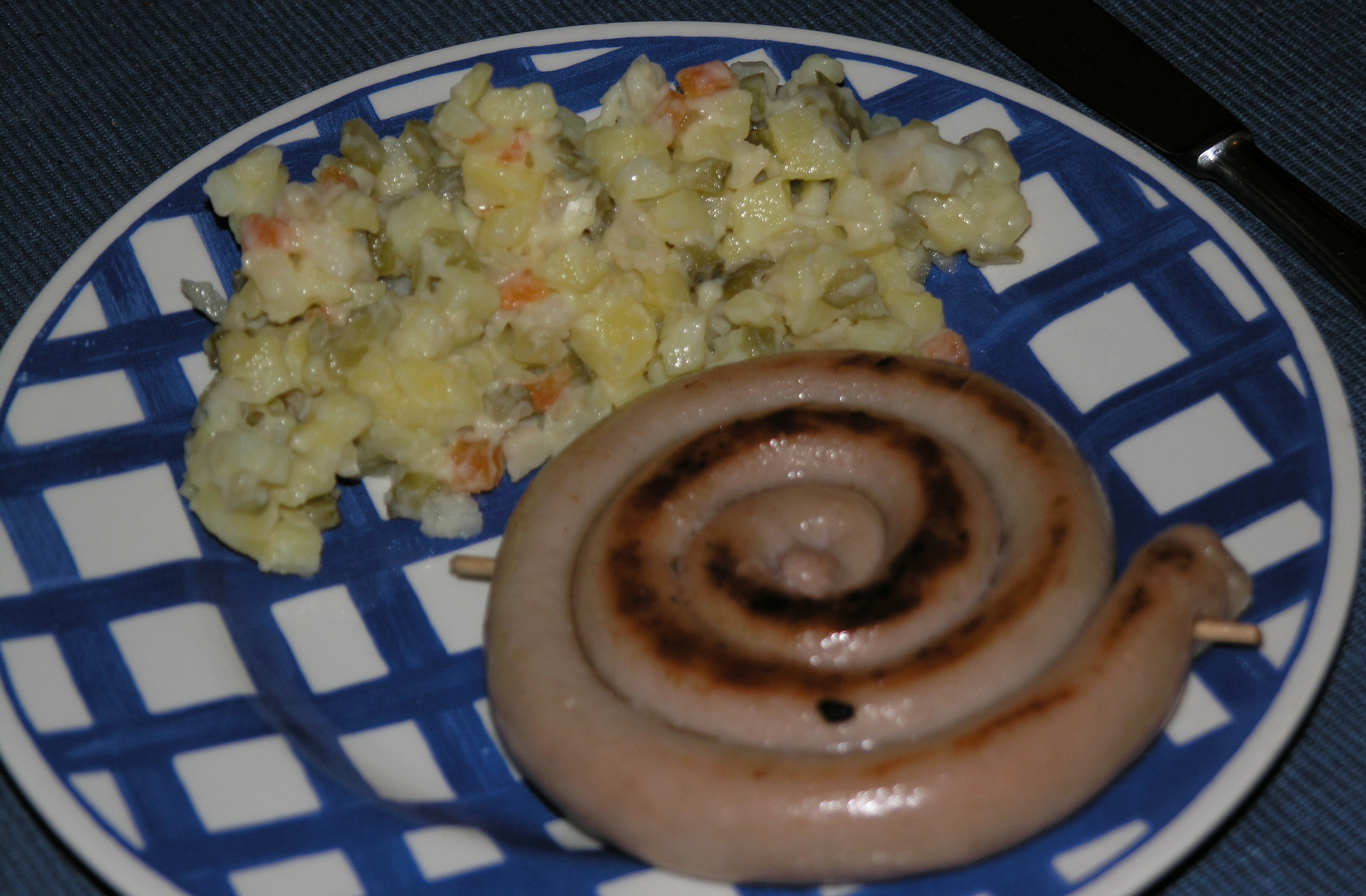
Cseh fehér bor kolbász (vinná klobása)
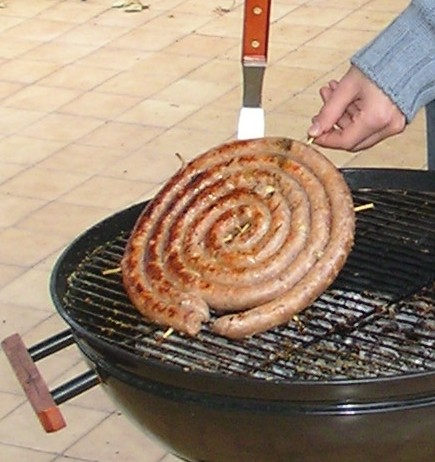
Olasz grillkolbász, a salsiccia
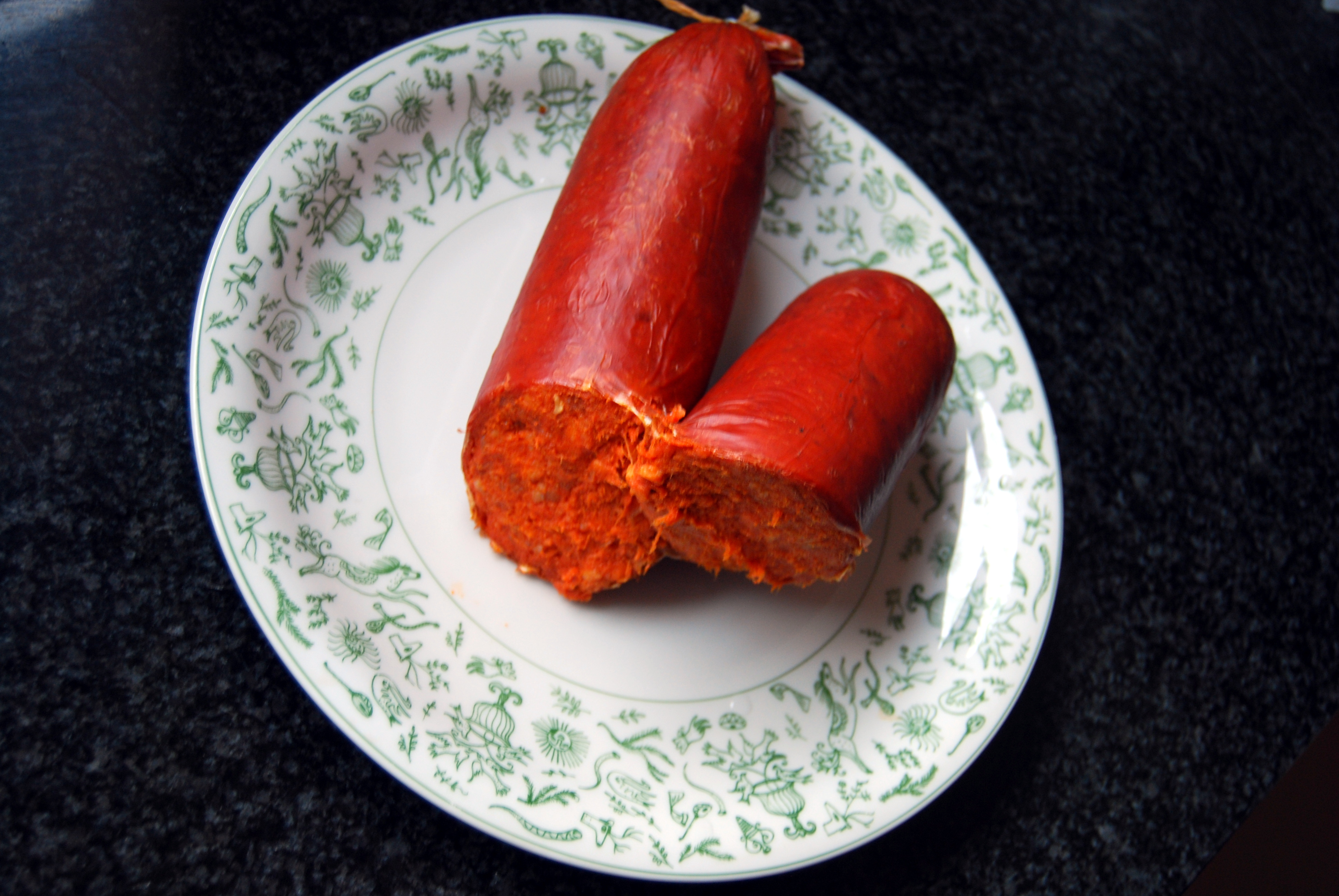
Katalán sobrassada kolbász
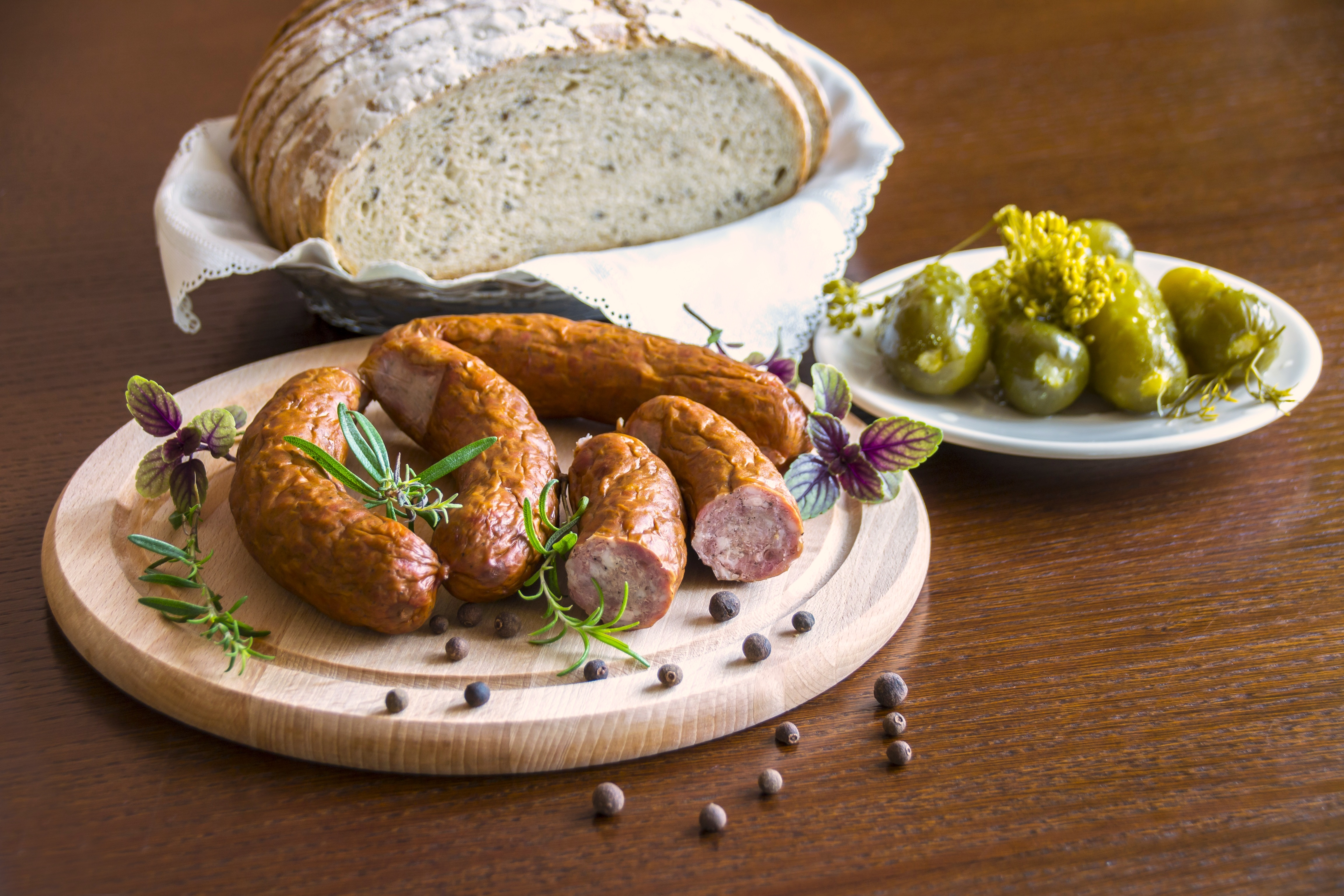
Majorannával fűszerezett lengyel kiełbasa
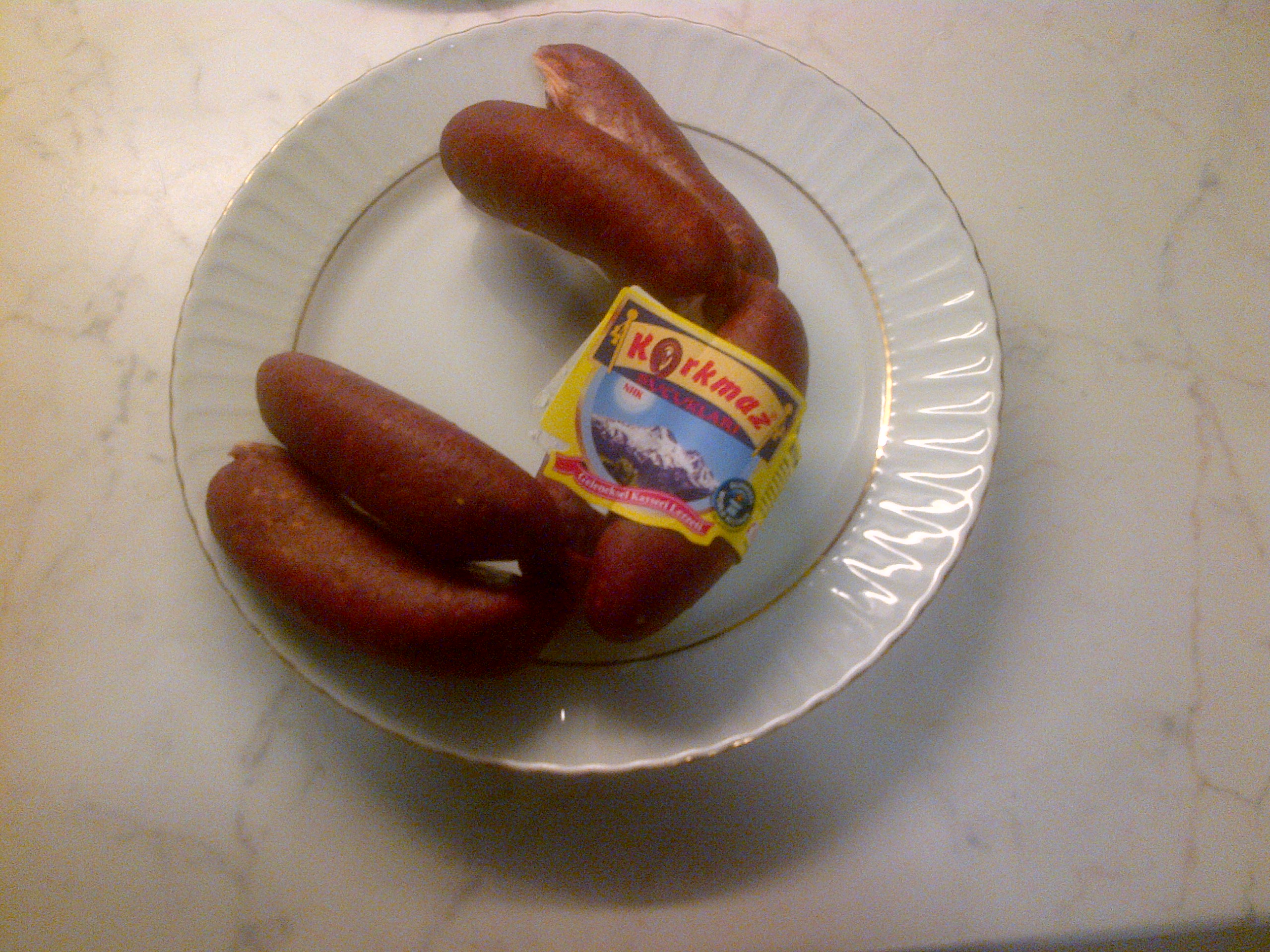
Török sucuk, borjúhúsból, vagy baromfiból készült török kolbászféle
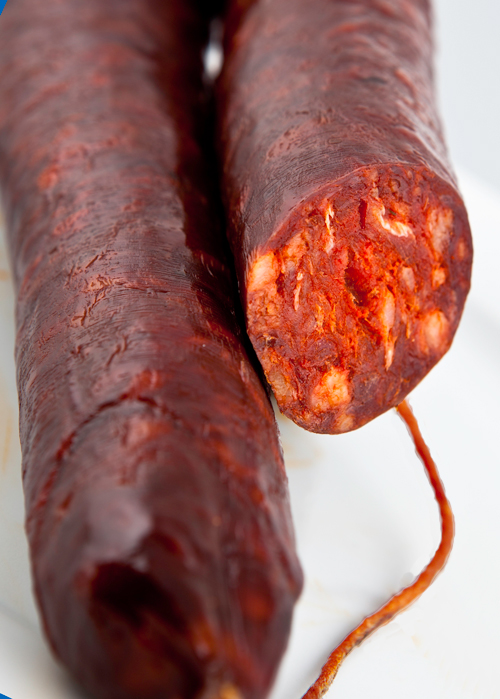
Spanyol chorizo
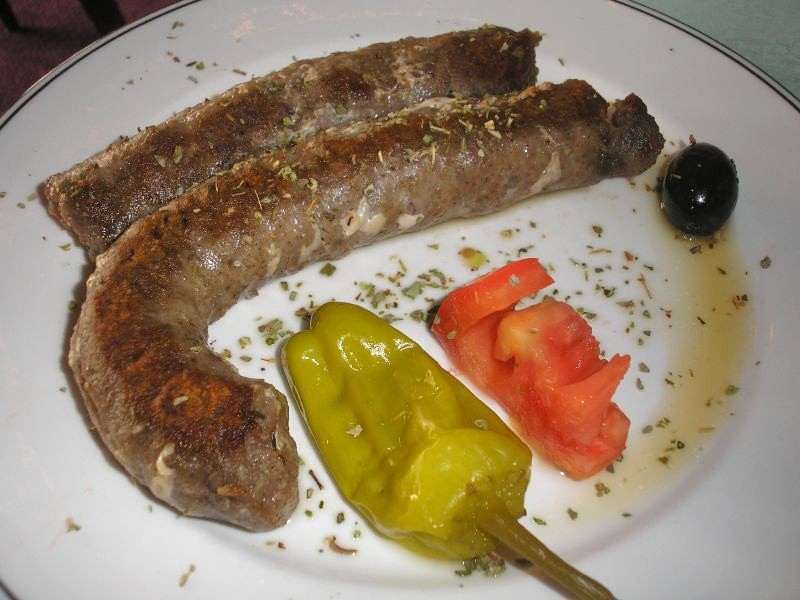
Tradicionális görög kolbász a loukaniko
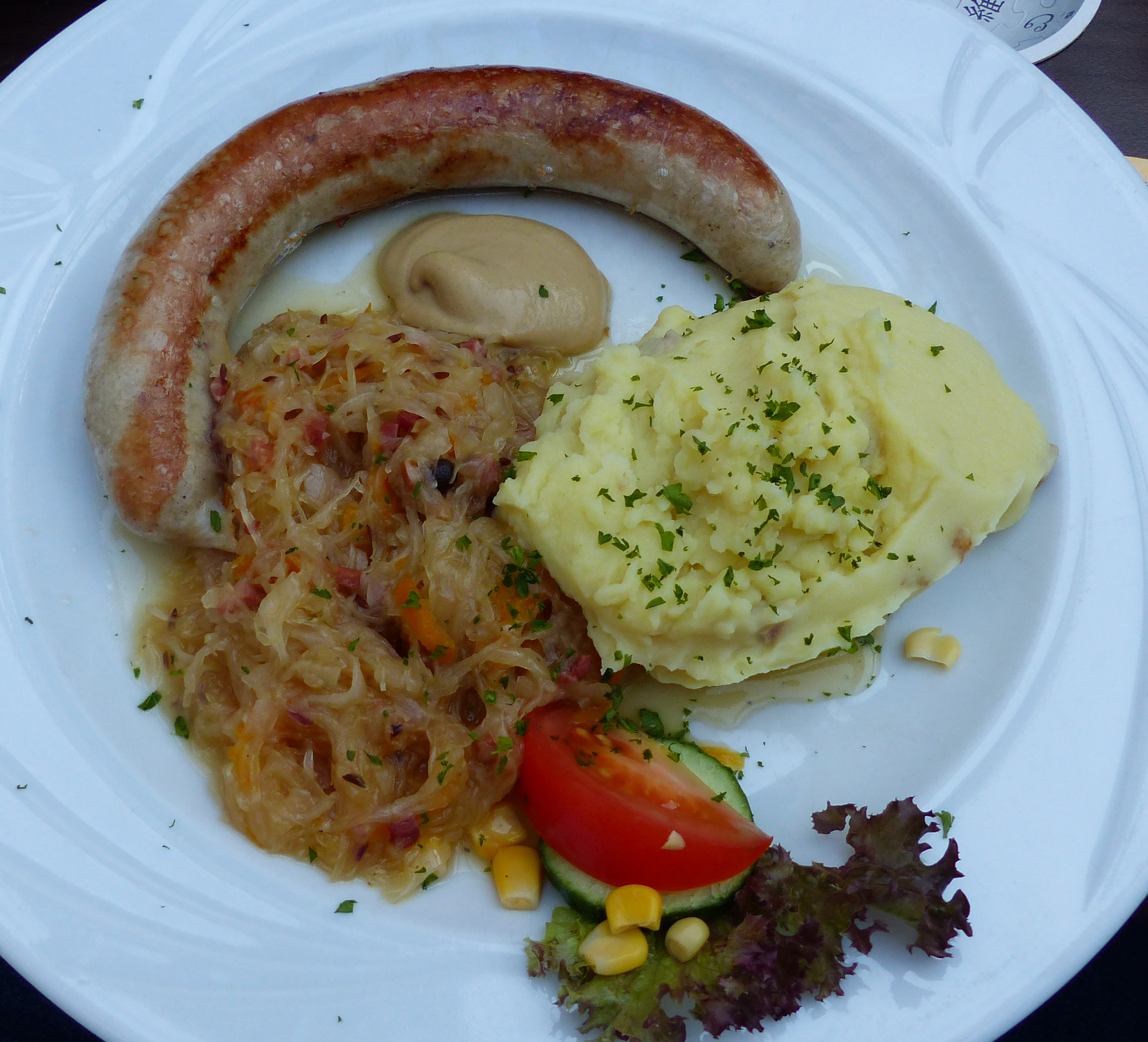
A világhírű türingiai bratwurst grillkolbász
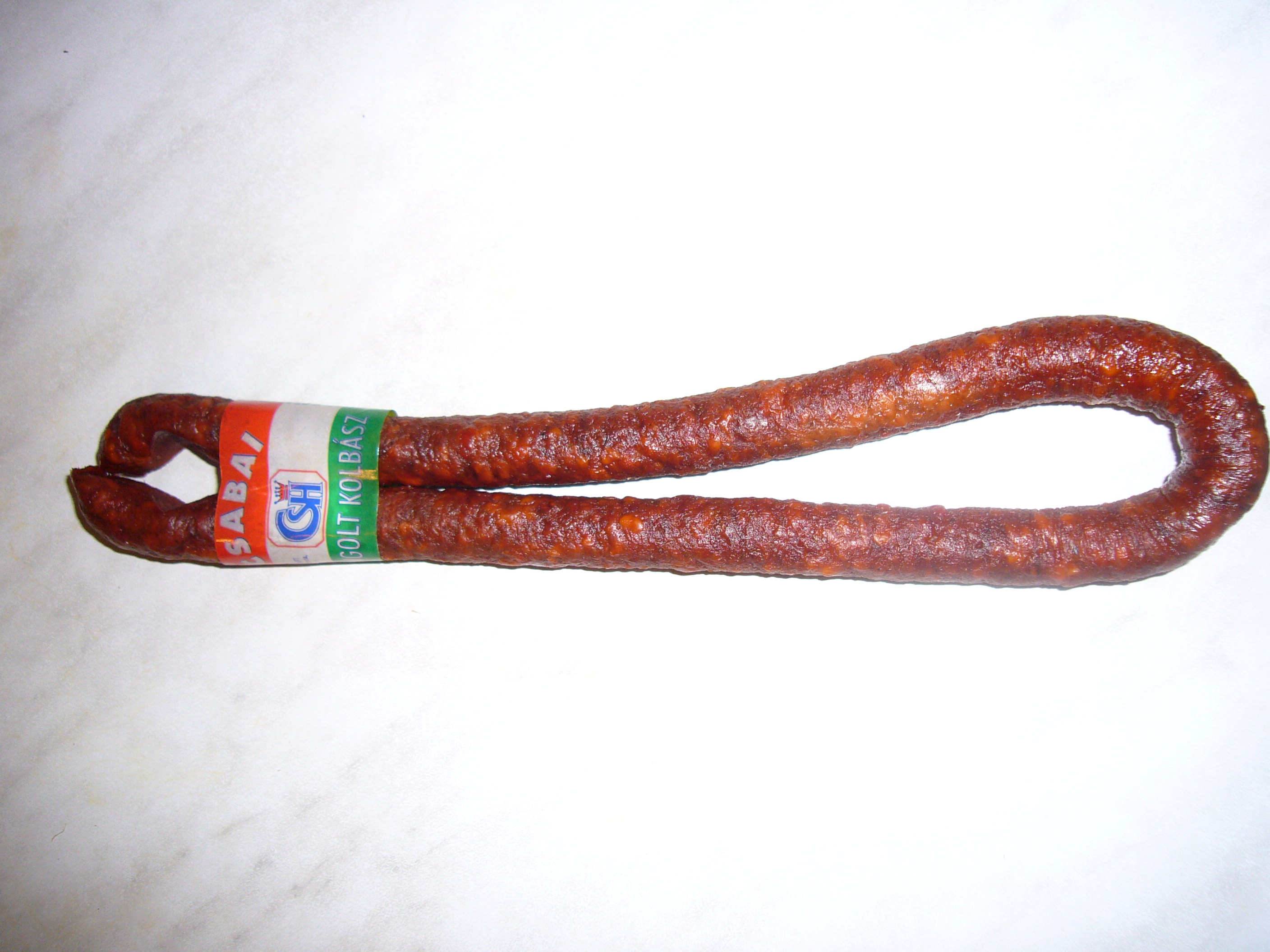
Csabai kolbász
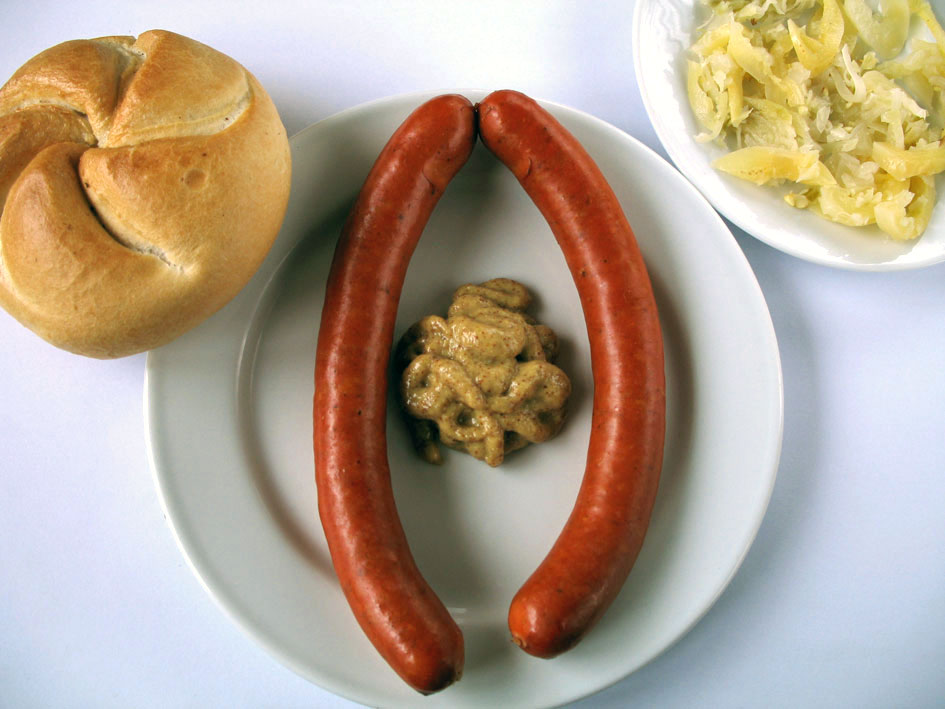
Debreceni páros kolbász
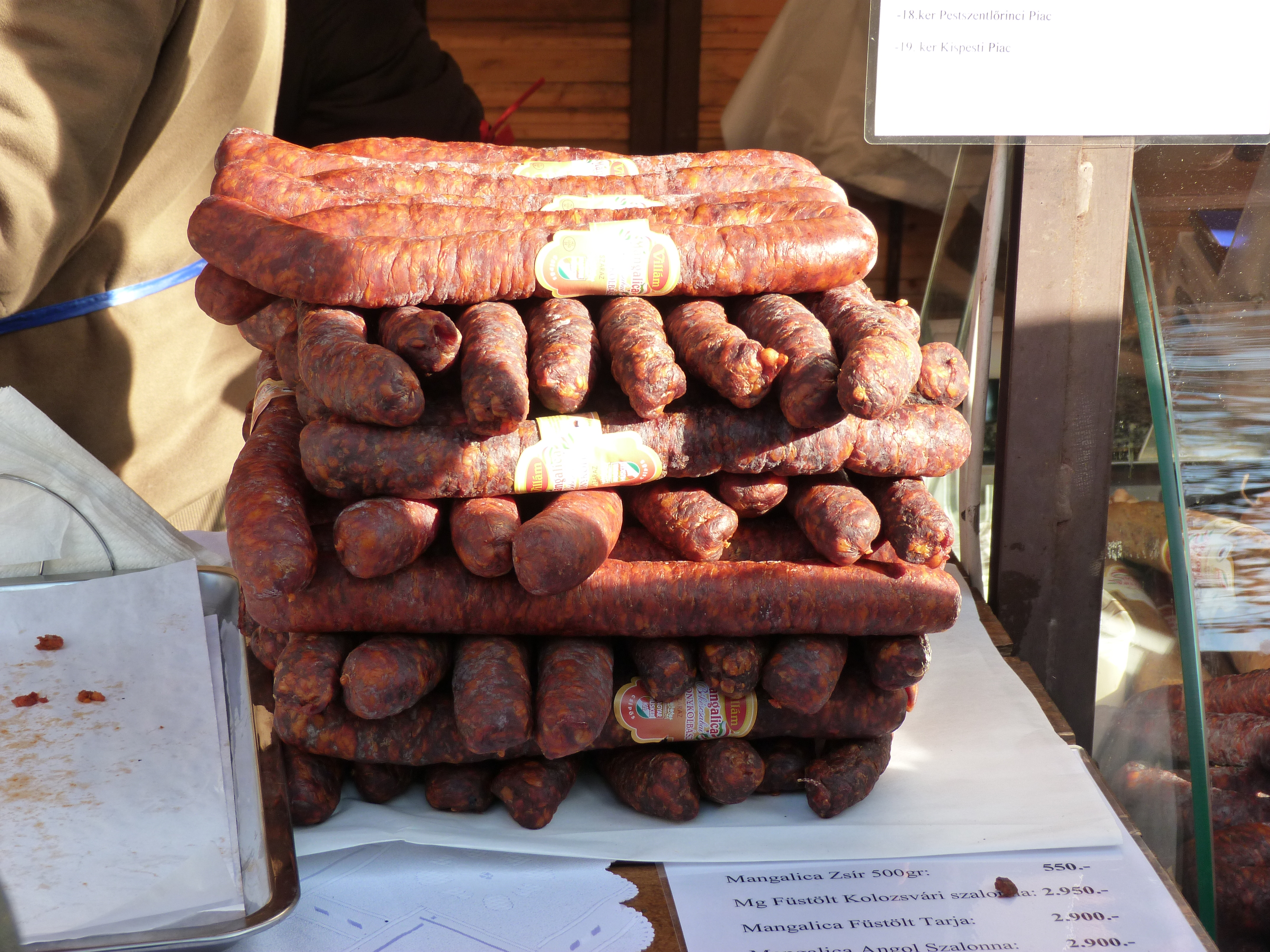
Mangalica kolbász a Mangalica Fesztiválon - Budapest, 2013
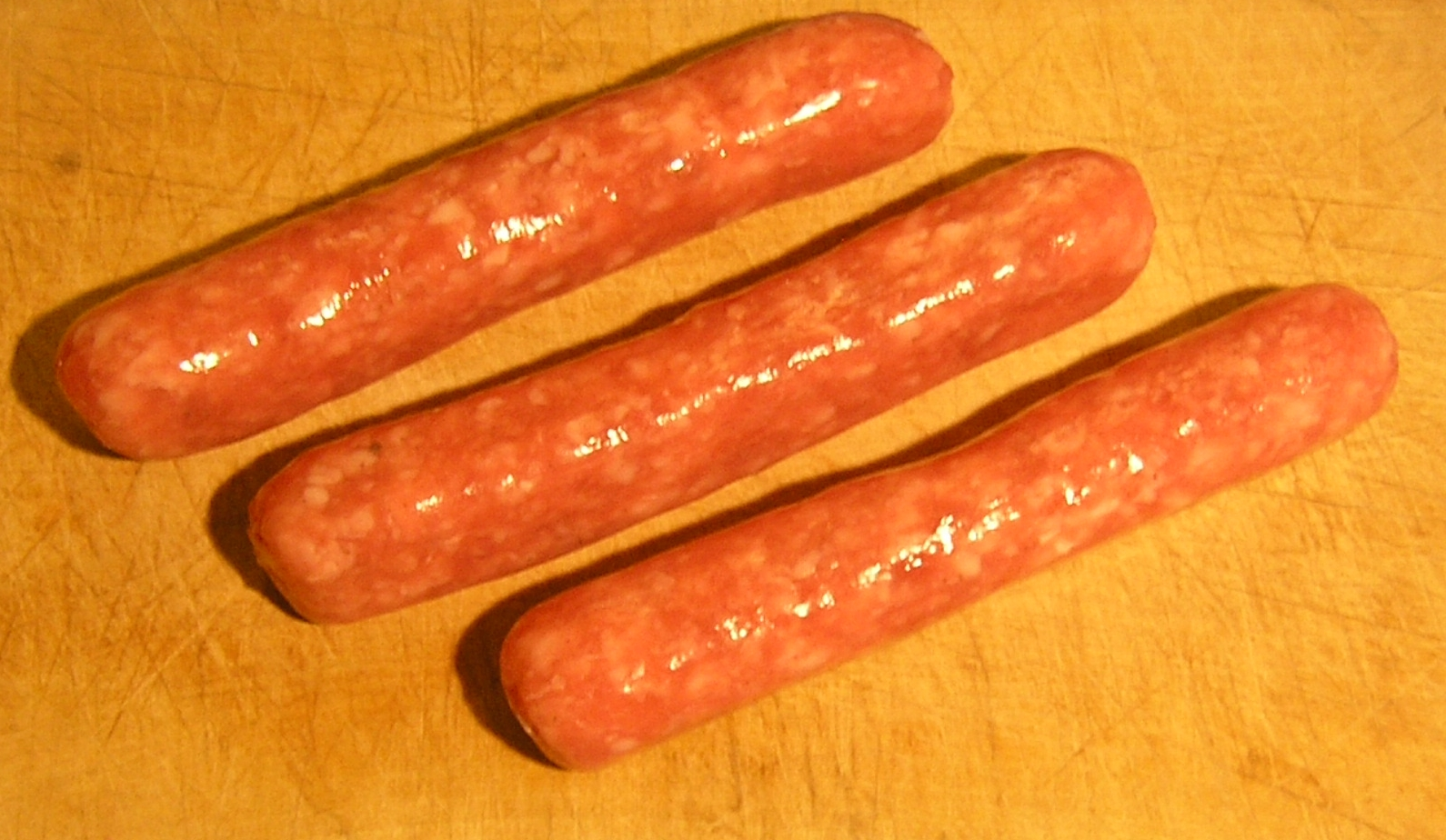
Olasz luganega
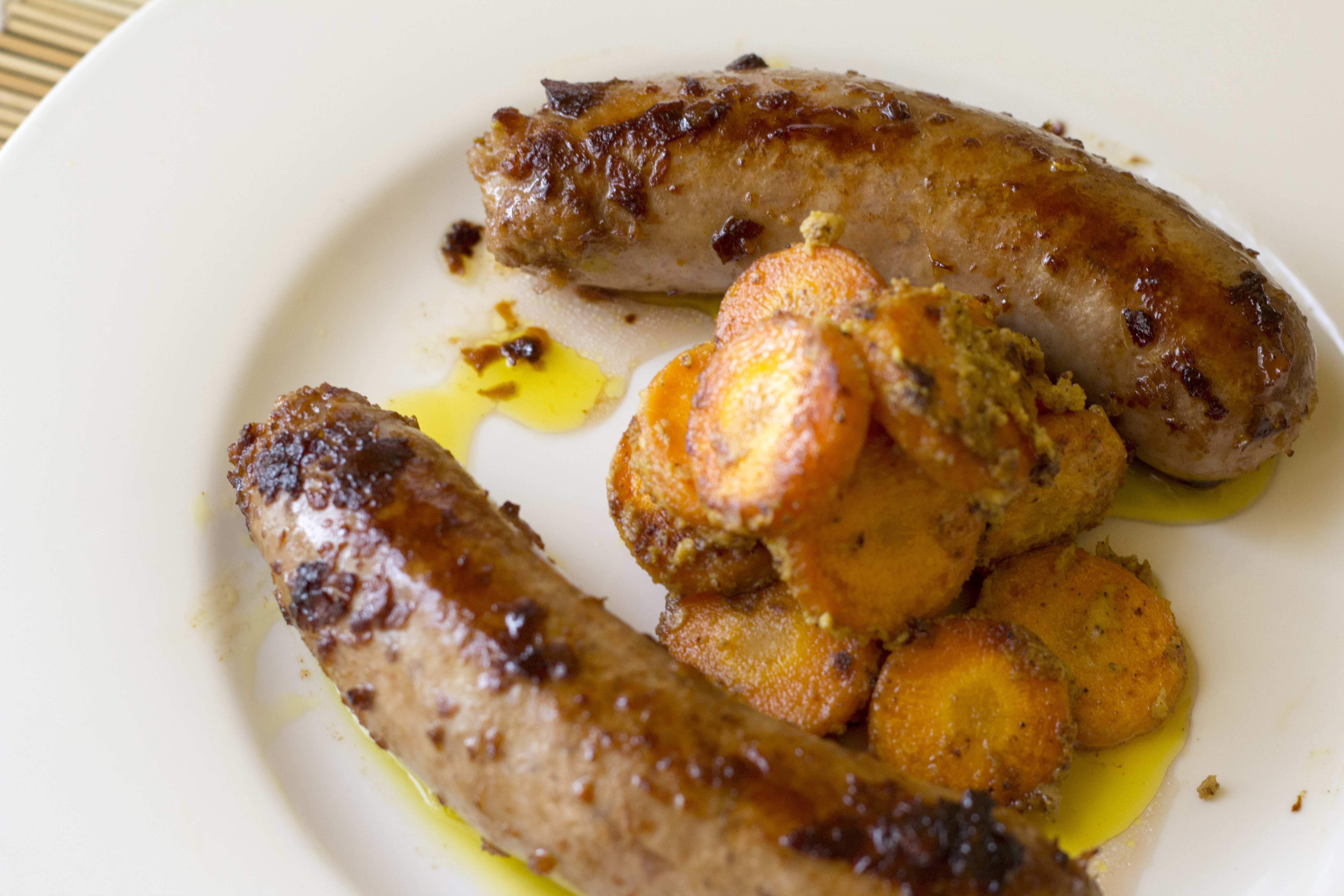
Pálinkával készült olasz Salamella
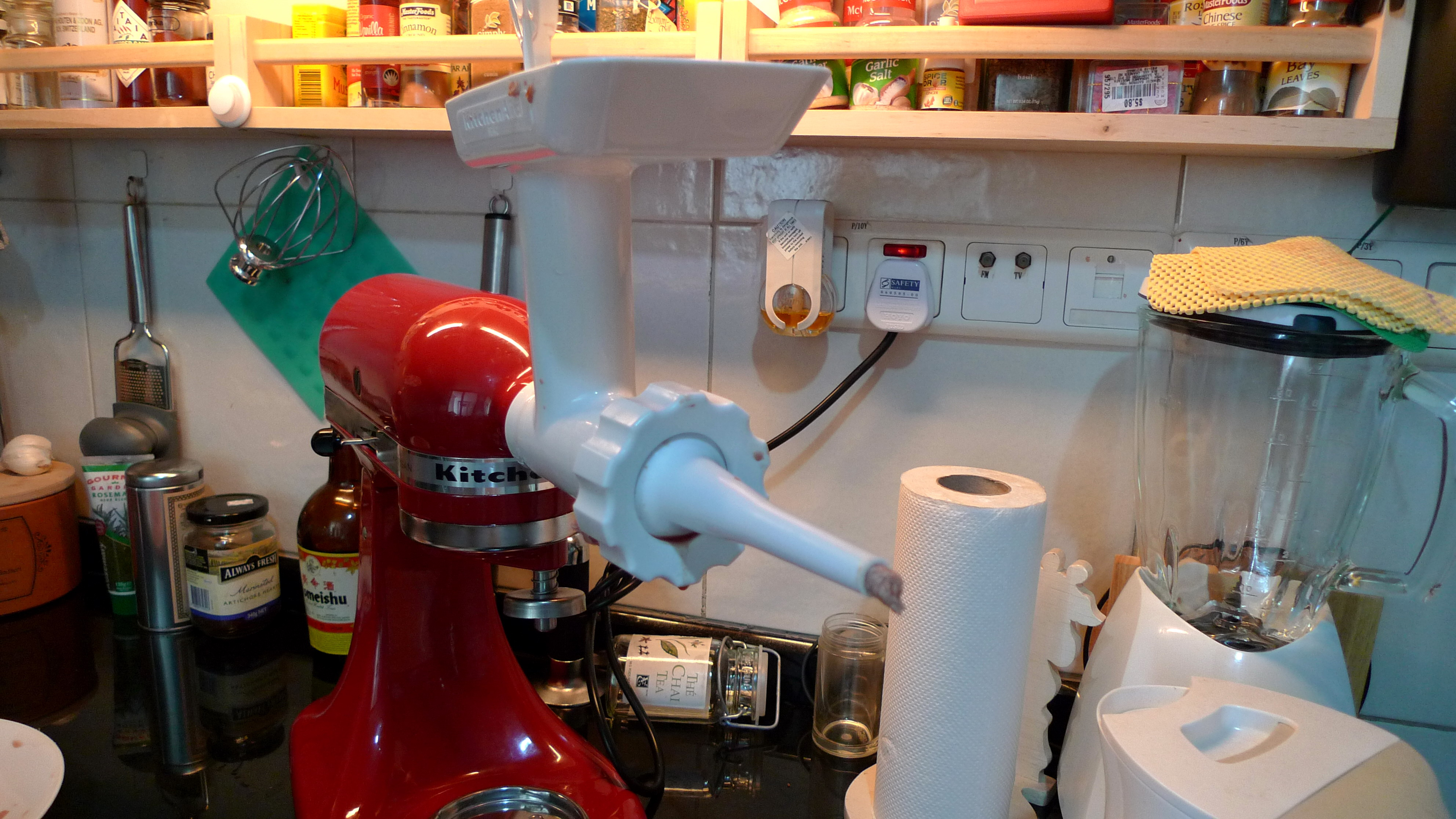
Elektromos kolbásztöltő berendezés